# Bode Miller
Samuel Bode Miller (* 12. Oktober 1977 in Easton, New Hampshire), ausschließlich Bode Miller [ˈboʊdiː ˈmɪləɹ] genannt, ist ein ehemaliger US-amerikanischer Skirennläufer. Er fuhr im alpinen Skiweltcup in allen Disziplinen, womit er zu den wenigen „Allroundern“ gehörte, und ist der erfolgreichste Skirennläufer seines Landes. Bei den Olympischen Winterspielen 2010 wurde Miller Olympiasieger in der Kombination. Er gewann auch vier Weltmeistertitel in vier verschiedenen Disziplinen (Kombination und Riesenslalom im Jahr 2003, Super-G und Abfahrt im Jahr 2005), hinzu kommen fünf weitere olympische Medaillen und eine zusätzliche Weltmeisterschaftsmedaille. In den Wintern 2004/05 und 2007/08 entschied Miller die Gesamtwertung des Weltcups für sich. Zudem konnte er zweimal den Super-G-Weltcup, dreimal den Kombinationsweltcup und einmal den Riesenslalomweltcup gewinnen. Er ist einer von nur fünf Skirennläufern, die in allen fünf alpinen Disziplinen Siege errangen und bisher der einzige, dem dies in jeder Disziplin mindestens fünfmal gelang. Miller besitzt den Ruf eines rebellischen „Bad Boy“, war für seinen riskanten Fahrstil bekannt und gilt als exzentrisch.

## Biografie

### Kindheit und Jugend
Samuel Bode Miller wurde am 12. Oktober 1977 in Tamarack, einem Dorf in der Nähe von Franconia, in den White Mountains im nördlichen Teil von New Hampshire geboren. Seine Mutter Joanne „Jo“ Kenney stammt aus dieser Gegend, wo ihre Eltern nach dem Zweiten Weltkrieg ein Tennis-Camp und eine Skihütte eröffneten. Das Tenniscamp wird heute noch von der Familie betrieben, die Skihütte wurde geschlossen. Millers Vater Woody brach sein Medizinstudium an der Universität von Vermont ab und baute mit Bodes Mutter ein Holzhaus abseits der Straße, wo sie ohne Elektrizität und fließendes Wasser vier Kinder großzogen. Miller hat eine ältere Schwester, Kyla, eine jüngere Schwester, Genesis Wren, und einen jüngeren Bruder, den bereits verstorbenen Profi-Snowboarder Chelone Miller, genannt Chilly. Auf dem 1,8 km² großen Waldgrundstück lebte die Hippie-Familie zunächst, nach Millers Eigenaussage „wie vor 100 Jahren“: Sie baute Gemüse an, schlug Feuerholz, erntete Zuckerahornsaft. Die Kinder wurden von ihren Eltern selbst unterrichtet.
Als Zweijähriger erlernte Miller das Skifahren und verbrachte den Großteil seiner Zeit im nahe gelegenen Skigebiet Cannon Mountain. Bereits als Kind äußerte er den Wunsch, Sportler zu werden und zeigte auch im Fußball, im Golf sowie im Tennis Talent. So gewann er den Tennis-Jugendmeistertitel von New Hampshire. Nachdem allerdings bereits seine Großmutter Peg Taylor Mitglied des US-Skiteams gewesen war und auch einer seiner Onkel kurze Zeit im Ski-Europacup aktiv gewesen war, konzentrierte sich Miller auf den Wintersport.
Nach der Trennung der Eltern Miller gaben diese die Holzhütte im Wald auf und zogen mit ihren Kindern in das Dorf, wo sie (später) als Patchwork-Familie das Tenniscamp betrieben und Bode und seine Geschwister nun die öffentliche Schule besuchten. Später erhielt Miller durch eine Bekannte seiner Mutter ein Stipendium an der Carrabassett Valley Academy, einer High School in Sugarloaf im Bundesstaat Maine mit einem umfangreichen Wintersport-Förderprogramm. Ab 1992, als er 15 Jahre alt war, begann er an FIS-Rennen teilzunehmen. Miller hatte einen unkonventionellen Fahrstil, den er auch in späteren Jahren nur geringfügig anpasste: Er lehnte sich in seinen Skischuhen nach hinten und federte so die Kurven ab, die er zu schnell fuhr. Zwar schied er mit dieser riskanten Fahrweise oft aus, gehörte aber aufgrund seiner ausgezeichneten Athletik zu den Besten, wenn er es ins Ziel schaffte. In seinem letzten Schuljahr kam er mit einem Entwickler der Skifirma K2 ins Gespräch. Das Unternehmen experimentierte mit taillierten Skis, die eher seinen Vorstellungen von einem snowboard-ähnlichen Fahrstil entsprachen. Miller trat 1996 mit einem neuen Modell zu den US-amerikanischen Juniorenmeisterschaften in Sugarloaf an. Dort gewann er die Meistertitel in Abfahrt, Super-G und Riesenslalom, während er im Slalom Zweiter wurde. Mit diesen Erfolgen trug er maßgeblich dazu bei, dass sich Carving-Skis bei Rennläufern durchsetzten und nicht länger auf die Freeride-Szene beschränkt waren.

### Erste Jahre im Weltcup
Im Winter 1996/97 gewann Miller mehrere FIS-Rennen und erzielte auch im Nor-Am Cup regelmäßig gute Ergebnisse. Am 20. November 1997 hatte er sein Debüt im Weltcup; überraschend fuhr er im Riesenslalom von Park City auf den 11. Platz und gewann damit gleich in seinem ersten Rennen Weltcuppunkte. Im weiteren Verlauf der Saison 1997/98 konnte er sich nur ein weiteres Mal in den Punkterängen klassieren, da er noch zu unkonstant und zu draufgängerisch fuhr. Auch bei seiner ersten Teilnahme an Olympischen Spielen, 1998 in Nagano, schied er sowohl im Riesenslalom als auch im Slalom aus. Hingegen gelangen ihm im Nor-Am Cup vier Siege, außerdem gewann er seinen ersten US-Meistertitel.
Auch in der Saison 1998/99 fiel Miller durch fehlende Konstanz auf und festigte seinen Ruf als ungestümer „Sturzpilot“. In über der Hälfte der Weltcuprennen, an denen er an den Start ging, konnte er kein zählbares Ergebnis erzielen. Dem gegenüber standen aber auch vereinzelte Spitzenergebnisse; so wurde er in den Slaloms von Wengen und Ofterschwang jeweils Vierter. Sein bestes Ergebnis bei den Weltmeisterschaften 1999 in Vail/Beaver Creek war der achte Platz im Slalom.
Miller gelang es in der Saison 1999/2000 weiterhin nicht, seine hohe Ausfallquote zu verringern. Nur in fünf von 22 Weltcuprennen konnte er sich überhaupt platzieren, das mit Abstand beste Ergebnis war ein 12. Platz. In der Saison 2000/01 konnte er schließlich seine Ausfallquote deutlich senken. Die erste Weltcup-Podestplatzierung gelang ihm am 17. Dezember 2000 im Riesenslalom von Val-d’Isère. Bei den Weltmeisterschaften 2001 in St. Anton am Arlberg galt Miller nach dem vierten Platz im Kombinations-Slalom als aussichtsreicher Medaillenkandidat. In der Kombinations-Abfahrt am darauf folgenden Tag führte er nach der ersten Zwischenzeit, stürzte dann jedoch schwer. Er erlitt dabei einen Kreuzbandriss und musste die Saison vorzeitig beenden.

### Etablierung an der Weltspitze
Spätestens ab der Saison 2001/02 gehörte Miller zu den weltweit besten Skirennläufern. Am 9. Dezember 2001 feierte er im Riesenslalom von Val-d’Isère seinen ersten Weltcupsieg, der zweite folgte nur einen Tag später im Slalom von Madonna di Campiglio. Nachdem er zwei weitere Slaloms für sich entscheiden konnte, zählte er vor den Olympischen Winterspielen 2002 in Salt Lake City zu den meistgenannten Favoriten. Miller erfüllte die Erwartungen und konnte je eine Silbermedaille in der Kombination und im Riesenslalom gewinnen. Im Weltcup belegte er am Ende der Saison den zweiten Platz in der Slalomwertung sowie den vierten Platz in der Gesamtwertung.
Millers erklärtes Ziel für die Saison 2002/03 war der Gewinn der Weltcup-Gesamtwertung. Mit konstant guten Ergebnissen in allen Disziplinen – auch in Abfahrten und Super-Gs fuhr er mittlerweile regelmäßig unter die besten zehn – führte er die Wertung in der ersten Saisonhälfte an. In zwei Riesenslaloms um den Jahreswechsel kamen weitere Siege hinzu. Besonders erfolgreich war Miller bei den Weltmeisterschaften 2003 in St. Moritz, wo er drei Medaillen gewann: Nach Silber im Super-G (zeitgleich mit Hermann Maier) wurde er Weltmeister in der Kombination und im Riesenslalom. Nach den Weltmeisterschaften ließ Miller etwas nach und musste Stephan Eberharter in der Gesamtwertung an sich vorbeiziehen lassen. Er konnte aber erstmals eine Disziplinenwertung für sich entscheiden: die Kombination.
Auch vor Beginn der Saison 2003/04 gehörte Miller zum Favoritenkreis für den Gewinn des Gesamtweltcups. Zu Beginn des Winters siegte er überlegen in zwei Riesenslaloms. Doch dann musste er mehrere Ausfälle hinnehmen. Erst Mitte Januar 2004 konnte er wieder an seine Erfolge zu Saisonbeginn anknüpfen. Er gewann zwei Kombinationen sowie je einen Slalom und einen Riesenslalom. Die zahlreichen Ausfälle in der ersten Saisonhälfte hatten zur Folge, dass Miller mit lediglich 131 Punkten Rückstand auf Hermann Maier den vierten Platz in der Gesamtwertung belegte. Es reichte aber, um die Disziplinenwertungen in der Kombination und im Riesenslalom zu gewinnen.

### Triumphe und Niederlagen

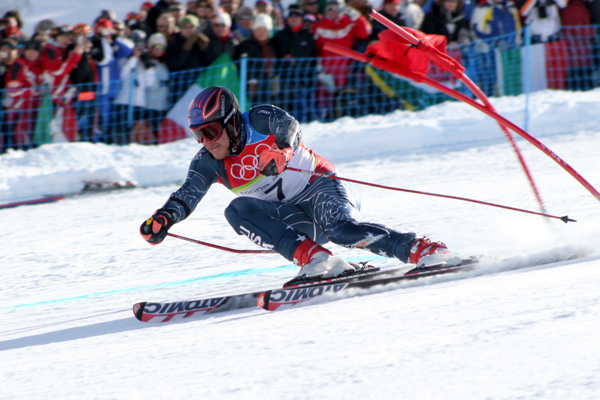
Miller im ersten Lauf des Riesenslaloms der Olympischen Winterspiele 2006

In den zehn ersten Rennen der Saison 2004/05 stand Miller sechsmal als Gewinner auf dem Podest, einmal wurde er Zweiter. Am letzten Novemberwochenende 2004 siegte er in Lake Louise erstmals in einer Abfahrt und in einem Super-G. Er stieg damit in den kleinen Kreis jener Skirennläufer auf, die Weltcupsiege in allen fünf Disziplinen feiern konnten. Außerdem war er der erste Herr in der Geschichte des Weltcups, der die ersten drei Saisonrennen gewinnen konnte. Einen weiteren Rekord gab es, als er zwischen dem 27. November und dem 13. Dezember, also innerhalb von nur 16 Tagen, viermal in vier verschiedenen Disziplinen siegte, was zuvor noch niemandem gelungen war. Bei den Weltmeisterschaften 2005 in Bormio gewann Miller sowohl in der Abfahrt als auch im Super-G die Goldmedaille. Für viel Aufsehen sorgte er in der Kombinations-Abfahrt: Wenige Sekunden nach dem Start verlor er den linken Ski, fuhr aber noch fast zwei Minuten lang mit nur einem Ski die Pista Stelvio hinunter und kam erst kurz vor dem Ziel zu Fall. Mit insgesamt sieben Siegen und sieben weiteren Podestplätzen sicherte sich Miller zum ersten Mal die Weltcup-Gesamtwertung, in der er auch während der gesamten Saison in Führung lag, sowie die Super-G-Disziplinenwertung. Für seine Leistungen wurde er außerdem mit dem Skieur d’Or ausgezeichnet.
Miller konnte in der Saison 2005/06 nicht an die Leistungen des Vorwinters anknüpfen. In zwölf von 31 Rennen, zu denen er antrat, schied er aus; in den Slaloms erzielte er lediglich zwei zählbare Ergebnisse. Trotz dieser Rückschläge konnte er zwei Rennen für sich entscheiden, je einen Riesenslalom und einen Super-G. Enttäuschend verliefen für ihn die Olympischen Winterspiele 2006 in Turin: In der Abfahrt und im Slalom verpasste er knapp die Medaillen; in der Kombination lag er nach dem Abfahrtslauf in Führung, den Gewinn der Goldmedaille vergab er jedoch durch einen Einfädler im Slalom. Für Schlagzeilen sorgte er insbesondere mit seinem ausschweifenden Nachtleben in den Bars des olympischen Rennortes Sestriere. Am Ende des Winters lag er in der Weltcup-Gesamtwertung auf dem dritten Platz.
Die Ausfallquote blieb in der Saison 2006/07 unverändert hoch, mit 14 Ausfällen in 35 Rennen. In seiner einstigen Paradedisziplin Slalom kam Miller nicht über einen 23. Platz hinaus. Im Riesenslalom gehörte er aber mit zwei Podestplätzen weiterhin zur Weltspitze. Am erfolgreichsten war er mit je zwei Siegen in den Disziplinen Abfahrt und Super-G. Bei den Weltmeisterschaften 2007 in Åre blieb er ohne Medaille, bestes Ergebnis war Platz 6 in der Super-Kombination. Zum zweiten Mal nach 2005 gewann er die Super-G-Disziplinenwertung des Weltcups.

### Privatteam und Olympiasieg

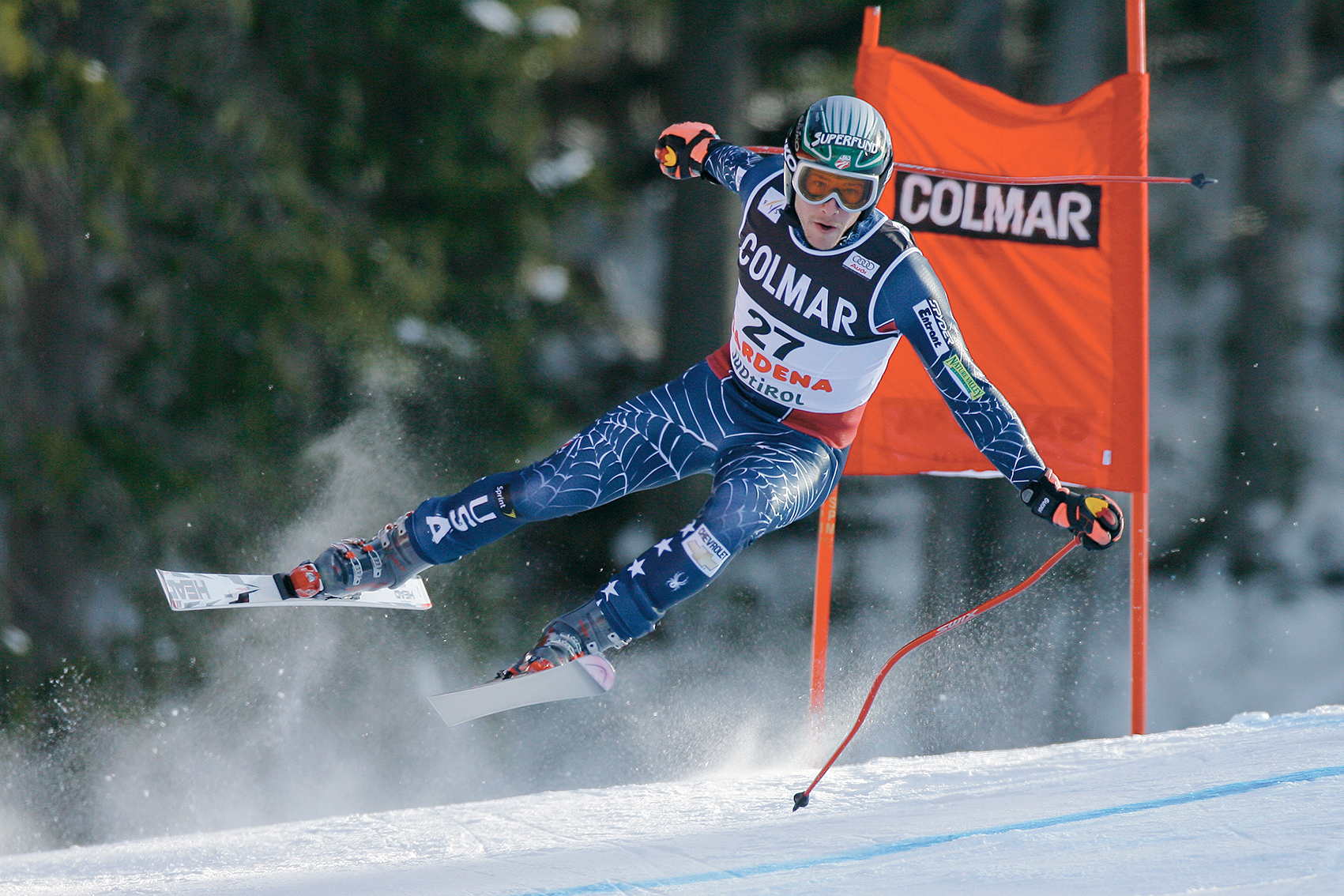
Miller in Gröden 2008

Miller trennte sich im Mai 2007 von den Strukturen des US-amerikanischen Skiverbandes, weil er sich nicht länger den strengen Verhaltensregeln unterwerfen wollte. Es war ihm auch untersagt worden, an den Wettkampforten wie gewohnt in seinem Wohnmobil zu übernachten. Als Reaktion darauf gründete er das privat finanzierte Team Bode America mit eigenem Betreuerstab, trat aber weiterhin für die USA an. Dieses Vorgehen zahlte sich in der Saison 2007/08 aus. Zwar schwächelte er weiterhin im Slalom, dominierte aber die Kombinationswettbewerbe fast nach Belieben: Miller gewann drei der fünf ausgetragenen Rennen und war nie schlechter als Vierter. In diesem Winter kamen außerdem drei Abfahrtssiege hinzu, womit er nun der erste Skirennläufer war, der im Verlaufe seiner Karriere in allen fünf Disziplinen mindestens fünf Siege errungen hatte. Mit seinem Sieg bei der Abfahrt am Lauberhorn am 13. Januar stellte er die bisherige von Phil Mahre aufgestellte Bestmarke der US-Herren von 27 Weltcupsiegen ein. Bereits vor dem letzten Rennen des Winters stand er zum zweiten Mal als Gesamtweltcupsieger fest, darüber hinaus sicherte er sich die Kombinations-Disziplinenwertung.

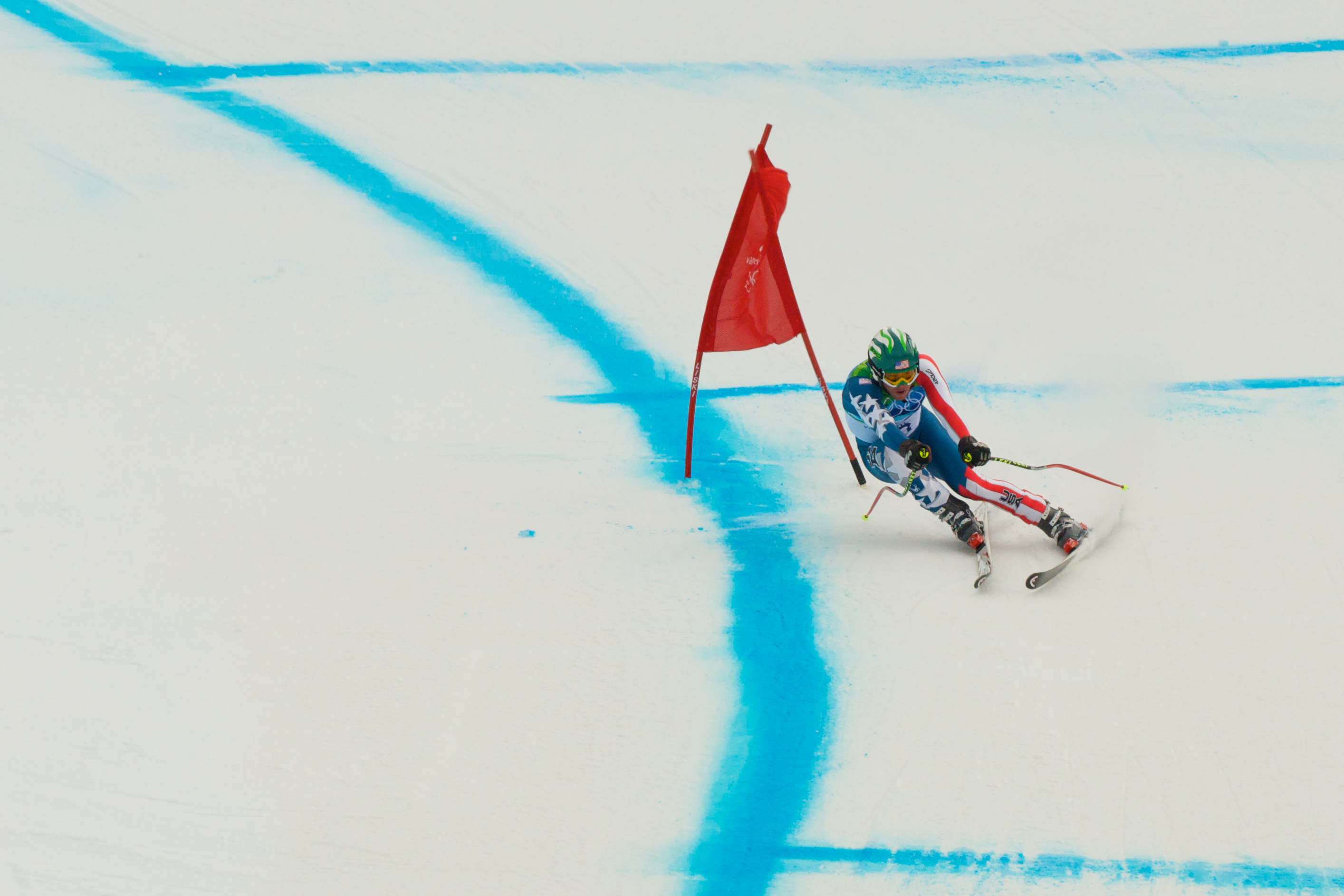
Miller während der Abfahrt der Olympischen Winterspiele 2010

Wenig erfolgreich verlief die Saison 2008/09. Vereinzelten Erfolgen in der Abfahrt und im Slalom standen wieder zahlreiche Ausfälle gegenüber (in zwölf von 27 Rennen). Enttäuschend verliefen auch die Weltmeisterschaften 2009 in Val-d’Isère mit den Plätzen 8 in der Abfahrt und 12 im Super-G, gefolgt von drei weiteren Ausfällen in der Super-Kombination, im Riesenslalom und im Slalom. Unmittelbar danach beschloss Miller, auf die noch ausstehenden Weltcuprennen der Saison zu verzichten und eine Auszeit zu nehmen. Als überraschenden Grund gab er an, dass er ein Jahr zuvor Vater einer Tochter geworden sei (was zuvor weitgehend geheim geblieben war). Nachdem in den Medien mehrere Monate über einen möglichen Rücktritt spekuliert worden war, kündigte er Ende September 2009 die Auflösung seines Privatteams und die Rückkehr zum US-amerikanischen Skiverband an, mit dessen Verantwortlichen er eine einvernehmliche Lösung gefunden hatte.
Miller hatte in den Sommermonaten nur wenig trainiert, weshalb er zu Beginn des Winters 2009/10 konditionelle Mängel aufwies. In den fünf ersten Rennen der Saison holte er lediglich zwei Weltcuppunkte. Dann folgten jedoch mehrere gute Ergebnisse in Abfahrten und Super-G-Rennen. Mitte Januar gelang ihm der erste Weltcupsieg nach fast zwei Jahren, womit er kurz vor den Olympischen Winterspielen 2010 in Vancouver unerwartet wieder zum Favoritenkreis zählte. Im Gegensatz zu vier Jahren zuvor in Turin konnte er den Erwartungen gerecht werden: Auf die Bronzemedaille in der Abfahrt folgte die silberne im Super-G. Schließlich gewann er auch die Goldmedaille in der Super-Kombination. Hätte er im abschließenden Slalom ebenfalls eine Podestplatzierung erreicht, so wäre er der erste Skirennläufer überhaupt mit olympischen Medaillen in allen fünf Disziplinen gewesen. Aufgrund einer Knöchelverletzung verzichtete er auf die restlichen Weltcuprennen dieses Winters.

### Dem Karriereende entgegen
Die Saison 2010/11 verlief recht durchwachsen. Der üblichen hohen Zahl an Ausfällen in Slaloms und Riesenslaloms standen drei Podestplätze gegenüber. Bei den Weltmeisterschaften 2011 in Garmisch-Partenkirchen konnte Miller nicht an die Erfolge der Olympischen Spiele anknüpfen, zwei zwölfte Plätze waren seine besten Ergebnisse. Bereits zum dritten Mal in Folge verzichtete er auf die letzten Weltcuprennen der Saison. Als Grund gab er an, mehr Zeit mit seiner Tochter verbringen zu wollen. Etwas erfolgreicher war die Saison 2011/12 mit insgesamt vier Podestplätzen, darunter seinem bisher letzten Weltcupsieg, den er Anfang Dezember in der Abfahrt von Beaver Creek errang. Aufgrund von Beschwerden im linken Knie musste er Ende Februar die Saison abbrechen.

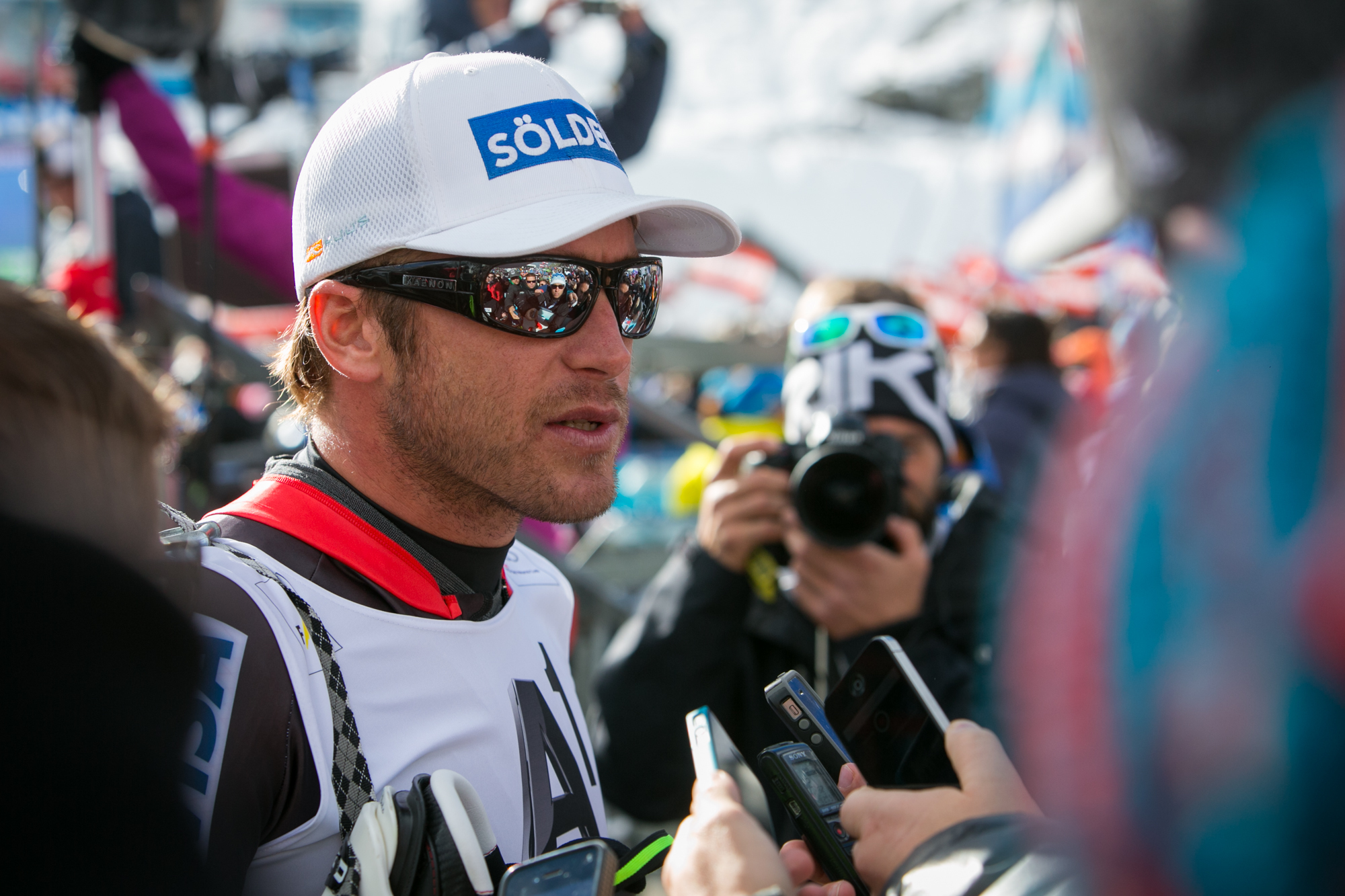
Miller in Sölden (2013)

Die notwendig gewordene Arthroskopie veranlasste Miller dazu, die Saison 2012/13 komplett auszulassen und sich auf sein letztes großes Karriereziel, die Olympischen Winterspiele 2014 in Sotschi, zu konzentrieren. Das erste Rennen der Saison 2013/14 bestritt er in Sölden, wo er 19. wurde. Im Super-G von Lake Louise fuhr er dann auf den 16. Platz. Am 8. Dezember 2013 gelang ihm die erste Podestplatzierung nach über 22 Monaten, als er im Riesenslalom von Beaver Creek überraschend Zweiter wurde; dies war außerdem sein erster Riesenslalom-Podestplatz seit März 2007. Bei der Abfahrt auf der Streif in Kitzbühel am 25. Januar 2014 belegte er den dritten Platz, nachdem er im Training seine Konkurrenten noch deklassiert hatte. Einen Tag später wurde er dort Zweiter im Super-G. In Sotschi gehörte er nach mehreren Trainingsbestzeiten zu den Favoriten der olympischen Abfahrt, klassierte sich aber nur als Achter. Im Super-G gewann er zeitgleich mit Jan Hudec eine Bronzemedaille. Beim Weltcupfinale in Lenzerheide erreichte Miller im Super-G einen 3. Platz, gleichbedeutend mit seinem 4. Podestplatz in der Saison. Er kündigte an, noch eine weitere Saison zu bestreiten.
In der Saison 2014/15 konnte Miller aufgrund einer Rückenoperation kein einziges Weltcuprennen bestreiten. Als Vorbereitung auf die Heim-WM nahm er in Wengen und Kitzbühel jedoch an den Abfahrtstrainings teil, bei denen er durchaus zufriedenstellende Resultate erzielte. Am 5. Februar 2015 wagte Miller beim WM-Super-G in Beaver Creek sein rennmäßiges Comeback. Mit bester letzter Zwischenzeit blieb er an einer Torstange hängen, woraufhin es ihn verdrehte und er so unglücklich zu Sturz kam, dass er sich eine tiefe Schnittwunde unterhalb der rechten Kniekehle zuzog. Die Diagnose zeigte einen Muskelsehnenriss, der noch am selben Tag operiert wurde und ein Antreten bei den weiteren WM-Wettkämpfen verhinderte.
Lange war ungewiss, ob Miller erneut ein Comeback versuchen würde, zumal seine Aussagen und Handlungen widersprüchlich waren. Im September 2015 löste er vorzeitig seinen Ausrüstervertrag mit Head auf und gab als Begründung an, er wolle sich eine Auszeit nehmen. Tatsächlich fuhr er in der Saison 2015/16 kein einziges Rennen und war stattdessen für den Fernsehsender NBC als Experte tätig. Allerdings wurde er in der Datenbank der FIS weiterhin als aktiver Athlet geführt. Ebenso gab es Gerüchte, wonach er 2016/17 in den Skiweltcup zurückkehren könnte – mit der Skimarke Bomber, an deren Weiterentwicklung er beteiligt war. Zu Beginn der Saison 2017/18 wurde Miller nicht mehr im Kader des US-Skiverbandes aufgeführt. Wenige Tage nachdem er ein Comeback «zu 90 Prozent» ausgeschlossen hatte, gab er schließlich seinen Rücktritt am 31. Oktober 2017 bekannt.

## Persönliches

### Image
Miller wird in der europäischen Sportpresse im eher wohlwollenden Sinne als Exzentriker und rebellischer Freigeist wahrgenommen, der sich den üblichen Konventionen widersetzt. Seine Vorliebe für Partys verleiht ihm das Image eines nonkonformistischen „Rockstars auf Schnee und Eis“. Eher negativ wird er hingegen in der US-amerikanischen Sportpresse wahrgenommen. Die Chicago Tribune bezeichnete ihn als „nervtötenden Langweiler, der zu heuchlerisch anmutenden Aussagen neigt“. Wenig schmeichelhaft ist auch die Einschätzung der Denver Post: „Sein Verhalten hat ihn von praktisch allen entfremdet, außer von jenen, die gedankenlos Rebellen schlicht wegen ihrer Rebellion feiern.“
Die weniger guten Reaktionen in den USA sind vor allem auf sein unmotiviert wirkendes Verhalten vor und während der Olympischen Winterspiele 2006 zurückzuführen. Im Januar 2006 hatte Miller in der Fernsehsendung 60 Minutes zugegeben, dass er unter Alkoholeinfluss Rennen gefahren sei und es nicht ausgeschlossen sei, dass er dies auch weiterhin tun werde. Vor der Abreise nach Turin ließ er verlauten: „Vielleicht fahre ich nur hin, mache Party und trinke Bier.“ Nachdem er in allen fünf Rennen ohne Medaillengewinn geblieben war, meinte er, dies seien „zwei großartige Wochen“ gewesen und er sei „auf olympischem Niveau zum Feiern und unter die Leute gekommen“. Daraufhin musste sich Miller in den Medien den Vorwurf gefallen lassen, er sei ohne jeglichen Respekt und Motivation für die Spiele gewesen. Der San Francisco Chronicle bezeichnete ihn sogar als „die größte Pleite der olympischen Geschichte“.
Eine gewisse Korrektur seines Image als Maulheld und „Bad Boy“ gelang ihm mit seinen olympischen Erfolgen vier Jahre später. Miller betonte, er habe die ihm 2006 in Turin zugedachte Rolle als Aushängeschild gehasst; der Rummel habe ihm damals die Inspiration und die Leidenschaft geraubt. Er erklärte seine Erfolge in Vancouver damit, dass er nun unter einem viel geringeren Druck gestanden und einfach Spaß am Skifahren gehabt habe.

### Kontroverse Aussagen
Miller ist bekannt dafür, sehr direkt zu sein und kontroverse Meinungen in den Medien zu verbreiten. Dabei kritisiert er häufig Handlungen von Sportfunktionären oder Entscheidungen verschiedener Verbände, die aus seiner Sicht Fehlentwicklungen darstellen. Erstmals im Oktober 2005 forderte er die Freigabe von Doping im alpinen Skirennsport: Beispielsweise könne durch die Einnahme von EPO die Sicherheit der Rennläufer erhöht werden, da sie gegen Ende eines Laufs weniger erschöpft wären und somit weniger gefährliche Unfälle geschähen. Einen Monat später verschärfte Miller seine Aussagen und hielt das Konzept der Welt-Anti-Doping-Agentur für „krank und eine einzige Heuchelei“. Seiner Ansicht nach müsse die Sicherheit und nicht der Fairness-Gedanke im Vordergrund stehen. Außerdem beklagte er die systematische Verletzung der Privatsphäre der Athleten durch Dopingkontrolleure. Im November 2007 bekräftigte er seine Forderung nach einer Neuausrichtung der Antidoping-Politik und bezeichnete Dopingtests als Geld- und Zeitverschwendung.
Vor dem ersten Rennen der Saison 2007/08 kritisierte Miller den Weltskiverband FIS heftig und warf ihm vor, er würde nicht genug für die Rennsicherheit der Athleten tun. Schwere Unfälle (z. B. jene von Scott Macartney und Matthias Lanzinger) nähme die FIS in Kauf, wofür verkrustete Verbandsstrukturen verantwortlich seien. Weitere scharfe Kritik an den (aus seiner Sicht inkompetenten) Funktionären der FIS übte Miller im Oktober 2011. Sein Unmut galt einem neuen Materialreglement, das schließlich zu Beginn der Saison 2012/13 eingeführt wurde und mit einer geringeren Taillierung der Skis die Unfallgefahr senken soll. Miller bezeichnete die Maßnahme als untauglich und forderte, man solle besser bei den Skibindungen ansetzen. Zudem führte er aus, dass von 1999 bis 2003 die Ausrüstung im Skirennsport auf dem Höhepunkt gewesen sei und sich seither alles in die falsche Richtung entwickelt habe.

### Sonstige Aktivitäten

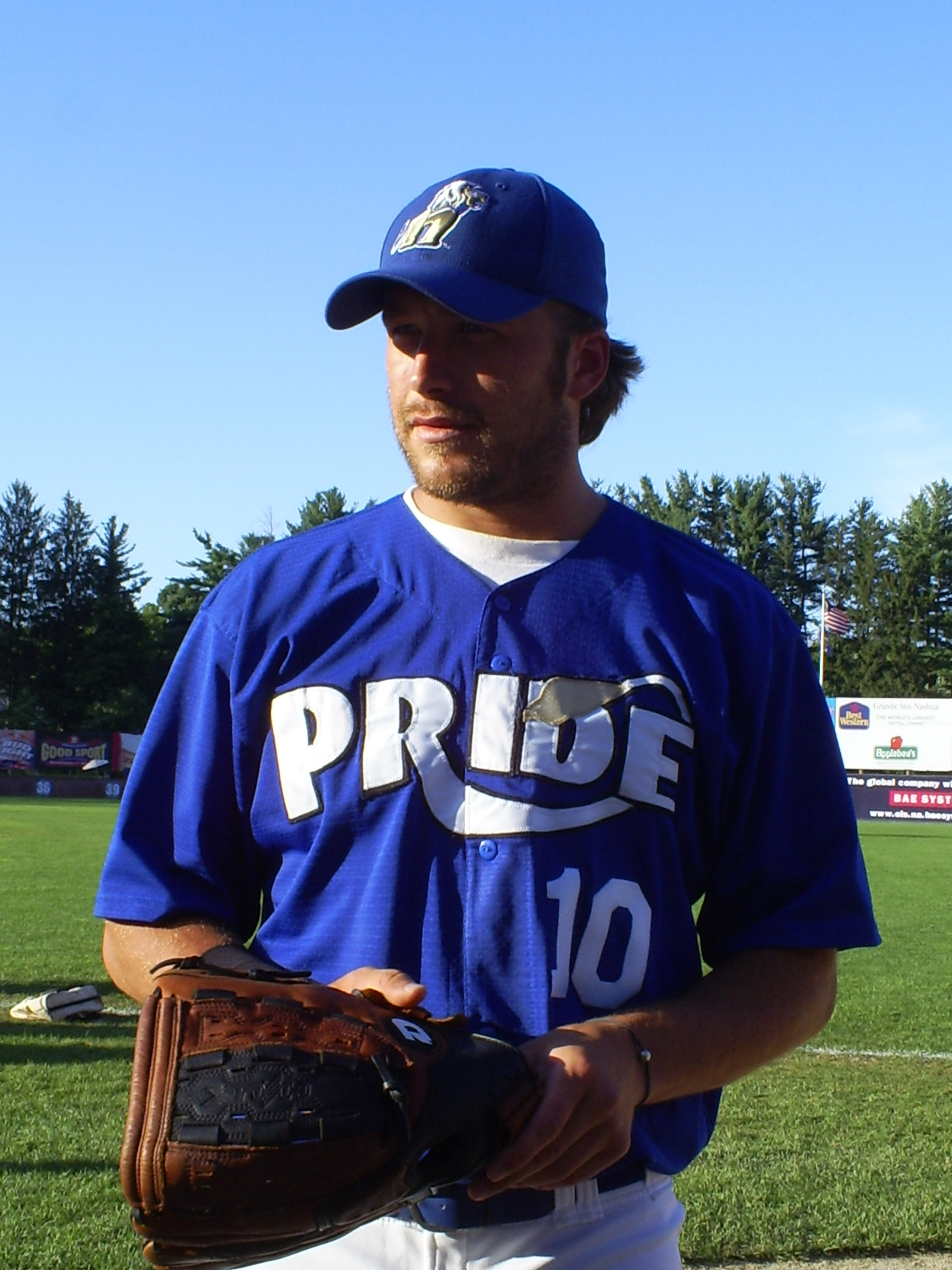
Miller als Baseballspieler für Nashua Pride (2007)

Miller schrieb zusammen mit seinem Freund Jack McEnany die Autobiografie Bode: Go Fast, Be Good, Have Fun, die im Oktober 2005 bei Villard Books/Random House erschien. Im selben Jahr wurde auch der Dokumentarfilm Flying Downhill with Bode Miller veröffentlicht, der ihn bei seinem Trainingsalltag zeigt sowie näher auf sein Umfeld und seine Lebenseinstellung eingeht. Miller war auch der erste US-amerikanische Skirennläufer seit Tommy Moe, der Namensgeber eines Computerspiels war: Bode Miller Alpine Racing wurde im Januar 2006 zunächst für Mobiltelefone veröffentlicht, später auch für PlayStation 2 und Windows.
Miller ist ein passionierter Golfspieler und nimmt an Benefizturnieren zugunsten von Krebs-Hilfsorganisationen teil. 2005 gründete er mit Verwandten die Turtle Ridge Foundation, eine Stiftung, mit der Umweltschutzprojekte und soziale Institutionen unterstützt werden. Als Fundraising-Veranstaltung organisiert er jährlich den BodeBash, ein kombiniertes Tennis- und Golfturnier. Von 2006 bis 2008 absolvierte Miller jedes Jahr jeweils ein Baseballspiel für Nashua Pride, ein Team in der semiprofessionellen Canadian-American League; die Erlöse aus dem Kartenverkauf kamen ebenfalls wohltätigen Zwecken zugute.
Im Juni 2010 stellte Miller sein Können im Tennis unter Beweis und nahm an einem von der United States Tennis Association organisierten Qualifikationsturnier teil. Als Turniersieger hätte er die Chance gehabt, in einem weiteren Turnier eine Wildcard für das US Open zu gewinnen. Beim Turnier in Waipahu musste er sich jedoch in der ersten Runde in zwei Sätzen geschlagen geben. Ein weiteres Interessengebiet Millers sind Pferderennen: Seit 2012 ist er Mitbesitzer eines Rennpferdes namens Carving.

### Beziehungen
Miller ist Vater einer Tochter, die im Februar 2008 geboren wurde und einer vorübergehenden, kurzen Liebesbeziehung entstammt. Im Oktober 2012 heiratete er in San Diego die Beachvolleyball-Spielerin Morgan Beck. Drei Monate später gab er bekannt, dass seine Ehefrau eine Fehlgeburt erlitten hatte. Im März 2013 wurde Miller in einen Sorgerechtsstreit verwickelt. Klägerin ist das Model Sara McKenna, mit der er vor Beck eine kurze Beziehung gehabt hatte. McKenna, die einen Monat zuvor Mutter eines Sohnes geworden war, warf Miller öffentlich vor, er habe ein Alkohol- und Drogenproblem. Einen weiteren Schicksalsschlag musste er im April 2013 hinnehmen, als sein jüngerer Bruder Chelone Miller, ein professioneller Snowboardcrosser, an einem Schlaganfall starb. Seit Mai 2015 sind Miller und seine Frau Eltern eines Sohnes. Die 2016 geborene Tochter ertrank im Juni 2018 im Alter von 19 Monaten in einem Pool.
Im Oktober 2018 wurden Miller und seine Frau Eltern eines weiteren Sohnes; im November 2019 folgten Zwillingssöhne. Ihr sechstes gemeinsames Kind, eine Tochter, wurde im November 2021 geboren.

## Erfolge

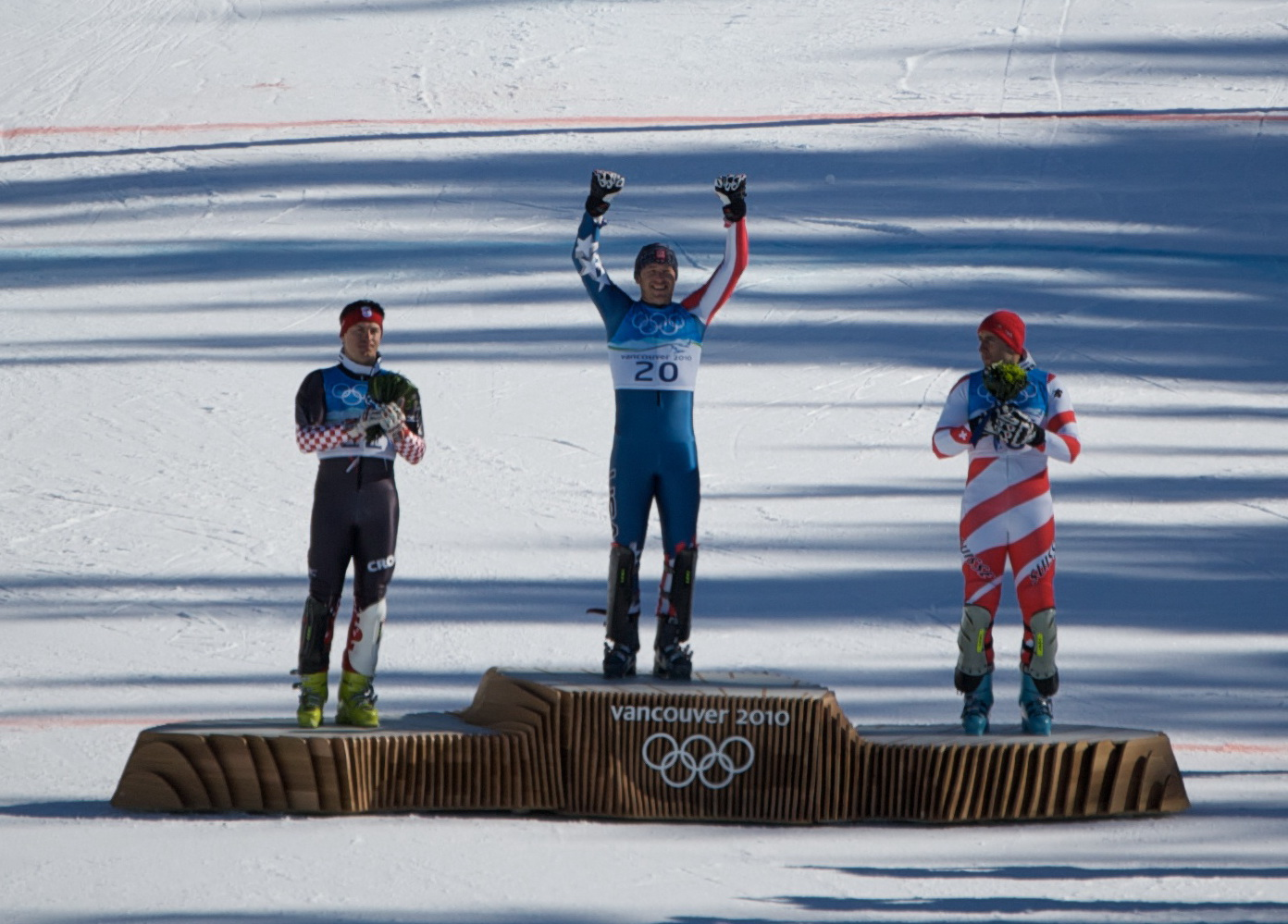
Olympiasieger in Vancouver 2010

### Olympische Spiele
- Salt Lake City 2002: 2. Riesenslalom, 2. Kombination, 24. Slalom
- Turin 2006: 5. Abfahrt, 6. Riesenslalom
- Vancouver 2010: 1. Kombination, 2. Super-G, 3. Abfahrt
- Sotschi 2014: 3. Super-G, 6. Super-Kombination, 8. Abfahrt, 20. Riesenslalom

### Weltmeisterschaften
- Vail/Beaver Creek 1999: 8. Slalom, 18. Riesenslalom, 26. Super-G
- St. Moritz 2003: 1. Riesenslalom, 1. Kombination, 2. Super-G, 6. Slalom, 16. Abfahrt
- Bormio 2005: 1. Abfahrt, 1. Super-G
- Åre 2007: 6. Kombination, 7. Abfahrt, 15. Riesenslalom, 24. Super-G
- Val-d’Isère 2009: 8. Abfahrt, 12. Super-G
- Garmisch-Partenkirchen 2011: 12. Super-G, 12. Riesenslalom, 15. Abfahrt

### Weltcupwertungen
| Saison  | Gesamt                              | Gesamt                              | Abfahrt                             | Abfahrt                             | Super-G                             | Super-G                             | Riesenslalom                        | Riesenslalom                        | Slalom                              | Slalom                              | Kombination                         | Kombination                         | City Event                          | City Event                          |
| Saison  | Platz                               | Punkte                              | Platz                               | Punkte                              | Platz                               | Punkte                              | Platz                               | Punkte                              | Platz                               | Punkte                              | Platz                               | Punkte                              | Platz                               | Punkte                              |
| ------- | ----------------------------------- | ----------------------------------- | ----------------------------------- | ----------------------------------- | ----------------------------------- | ----------------------------------- | ----------------------------------- | ----------------------------------- | ----------------------------------- | ----------------------------------- | ----------------------------------- | ----------------------------------- | ----------------------------------- | ----------------------------------- |
| 1997/98 | 95.                                 | 27                                  | –                                   | –                                   | –                                   | –                                   | 36.                                 | 27                                  | –                                   | –                                   | –                                   | –                                   | –                                   | –                                   |
| 1998/99 | 38.                                 | 173                                 | –                                   | –                                   | –                                   | –                                   | 23.                                 | 73                                  | 23.                                 | 100                                 | –                                   | –                                   | –                                   | –                                   |
| 1999/00 | 90.                                 | 47                                  | –                                   | –                                   | 44.                                 | 8                                   | 31.                                 | 39                                  | –                                   | –                                   | –                                   | –                                   | –                                   | –                                   |
| 2000/01 | 42.                                 | 185                                 | 55.                                 | 6                                   | 34.                                 | 21                                  | 15.                                 | 158                                 | –                                   | –                                   | –                                   | –                                   | –                                   | –                                   |
| 2001/02 | 4.                                  | 952                                 | –                                   | –                                   | 49.                                 | 2                                   | 7.                                  | 310                                 | 2.                                  | 560                                 | 4.                                  | 80                                  | –                                   | –                                   |
| 2002/03 | 2.                                  | 1100                                | 13.                                 | 268                                 | 12.                                 | 138                                 | 2.                                  | 425                                 | 17.                                 | 144                                 | 1.                                  | 125                                 | -                                   | -                                   |
| 2003/04 | 4.                                  | 1134                                | 23.                                 | 96                                  | 25.                                 | 52                                  | 1.                                  | 410                                 | 5.                                  | 376                                 | 1.                                  | 200                                 | -                                   | -                                   |
| 2004/05 | 1.                                  | 1648                                | 2.                                  | 618                                 | 1.                                  | 470                                 | 2.                                  | 420                                 | 15.                                 | 140                                 | –                                   | –                                   | –                                   | –                                   |
| 2005/06 | 3.                                  | 928                                 | 5.                                  | 340                                 | 10.                                 | 145                                 | 9.                                  | 198                                 | 32.                                 | 45                                  | 2.                                  | 200                                 | –                                   | –                                   |
| 2006/07 | 4.                                  | 882                                 | 8.                                  | 318                                 | 1.                                  | 304                                 | 6.                                  | 232                                 | 55.                                 | 8                                   | 28.                                 | 20                                  | –                                   | –                                   |
| 2007/08 | 1.                                  | 1409                                | 2.                                  | 579                                 | 8.                                  | 211                                 | 13.                                 | 141                                 | 29.                                 | 68                                  | 1.                                  | 410                                 | –                                   | –                                   |
| 2008/09 | 15.                                 | 517                                 | 7.                                  | 275                                 | 27.                                 | 42                                  | 35.                                 | 33                                  | 16.                                 | 167                                 | –                                   | –                                   | –                                   | –                                   |
| 2009/10 | 20.                                 | 361                                 | 17.                                 | 110                                 | 18.                                 | 88                                  | –                                   | –                                   | 43.                                 | 18                                  | 5.                                  | 145                                 | –                                   | –                                   |
| 2010/11 | 14.                                 | 471                                 | 12.                                 | 190                                 | 14.                                 | 123                                 | 24.                                 | 58                                  | –                                   | –                                   | 22.                                 | 40                                  | 3.                                  | 60                                  |
| 2011/12 | 15.                                 | 612                                 | 5.                                  | 383                                 | 16.                                 | 119                                 | 31.                                 | 46                                  | 53.                                 | 4                                   | 16.                                 | 60                                  | –                                   | –                                   |
| 2012/13 | verletzungsbedingt keine Ergebnisse | verletzungsbedingt keine Ergebnisse | verletzungsbedingt keine Ergebnisse | verletzungsbedingt keine Ergebnisse | verletzungsbedingt keine Ergebnisse | verletzungsbedingt keine Ergebnisse | verletzungsbedingt keine Ergebnisse | verletzungsbedingt keine Ergebnisse | verletzungsbedingt keine Ergebnisse | verletzungsbedingt keine Ergebnisse | verletzungsbedingt keine Ergebnisse | verletzungsbedingt keine Ergebnisse | verletzungsbedingt keine Ergebnisse | verletzungsbedingt keine Ergebnisse |
| 2013/14 | 8.                                  | 633                                 | 8.                                  | 264                                 | 5.                                  | 220                                 | 22.                                 | 115                                 | 49.                                 | 5                                   | 16.                                 | 29                                  | –                                   | –                                   |

### Weltcupsiege
- 33 Weltcupsiege (8 × Abfahrt, 5 × Super-G, 9 × Riesenslalom, 5 × Slalom, 6 × Kombination)
- 79 Podestplätze (20 × Abfahrt, 12 × Super-G, 21 × Riesenslalom, 12 × Slalom, 13 × Kombination, 1 × Parallelrennen)

| Datum             | Ort          | Land     |
| ----------------- | ------------ | -------- |
| 27. November 2004 | Lake Louise  | Kanada   |
| 3. Dezember 2004  | Beaver Creek | USA      |
| 1. Dezember 2006  | Beaver Creek | USA      |
| 13. Januar 2007   | Wengen       | Schweiz  |
| 29. Dezember 2007 | Bormio       | Italien  |
| 13. Januar 2008   | Wengen       | Schweiz  |
| 1. März 2008      | Kvitfjell    | Norwegen |
| 2. Dezember 2011  | Beaver Creek | USA      |

| Datum             | Ort          | Land       |
| ----------------- | ------------ | ---------- |
| 28. November 2004 | Lake Louise  | Kanada     |
| 11. März 2005 *   | Lenzerheide  | Schweiz    |
| 16. März 2006     | Åre          | Schweden   |
| 15. Dezember 2006 | Gröden       | Italien    |
| 20. Dezember 2006 | Hinterstoder | Österreich |

| Datum             | Ort                  | Land       |
| ----------------- | -------------------- | ---------- |
| 10. Dezember 2001 | Madonna di Campiglio | Italien    |
| 6. Januar 2002    | Adelboden            | Schweiz    |
| 22. Januar 2002   | Schladming           | Österreich |
| 15. Februar 2004  | St. Anton            | Österreich |
| 13. Dezember 2004 | Sestriere            | Italien    |

| Datum             | Ort           | Land       |
| ----------------- | ------------- | ---------- |
| 9. Dezember 2001  | Val-d’Isère   | Frankreich |
| 22. Dezember 2002 | Alta Badia    | Italien    |
| 4. Januar 2003    | Kranjska Gora | Slowenien  |
| 26. Oktober 2003  | Sölden        | Österreich |
| 22. November 2003 | Park City     | USA        |
| 28. Februar 2004  | Kranjska Gora | Slowenien  |
| 24. Oktober 2004  | Sölden        | Österreich |
| 12. Dezember 2004 | Val-d’Isère   | Frankreich |
| 3. Dezember 2005  | Beaver Creek  | USA        |

| Datum           | Ort       | Land       |
| --------------- | --------- | ---------- |
| 11. Januar 2004 | Chamonix  | Frankreich |
| 25. Januar 2004 | Kitzbühel | Österreich |
| 20. Januar 2008 | Kitzbühel | Österreich |

| Datum           | Ort         | Land       |
| --------------- | ----------- | ---------- |
| 27. Januar 2008 | Chamonix    | Frankreich |
| 3. Februar 2008 | Val-d’Isère | Frankreich |
| 15. Januar 2010 | Wengen      | Schweiz    |

### Kontinentalcups
| Datum             | Ort             | Land   | Disziplin    |
| ----------------- | --------------- | ------ | ------------ |
| 22. Dezember 1997 | Sunday River    | USA    | Riesenslalom |
| 3. März 1998      | Stoneham        | Kanada | Riesenslalom |
| 14. März 1998     | Mount Norquay   | Kanada | Slalom       |
| 29. März 1998     | Sun Peaks       | Kanada | Slalom       |
| 4. Januar 2000    | Hunter Mountain | USA    | Slalom       |
| 20. November 2000 | Park City       | USA    | Riesenslalom |

| Datum          | Ort           | Land      | Disziplin |
| -------------- | ------------- | --------- | --------- |
| 6. Januar 2003 | Kranjska Gora | Slowenien | Slalom    |

### Weitere Erfolge
- 7 US-amerikanische Meistertitel: Abfahrt 2006, Super-G 2003 und 2007, Riesenslalom 1998 und 2006, Slalom 2002 und 2003
- 4 US-amerikanische Juniorenmeistertitel: Abfahrt 1996, Riesenslalom 1996, Super-G 1996, Slalom 1995
- 13 Siege in FIS-Rennen

## Statistik

### Einzelwettbewerbe
Farblegende
| 1   | 1. Platz                                                    |
| 2   | 2. Platz                                                    |
| 3   | 3. Platz                                                    |
| #   | 4. – 30. Platz (Weltcup-Punkte)                             |
| #   | Platzierung (Keine Weltcup-Punkte)                          |
| NQ  | Nicht qualifiziert für 2DG                                  |
| #   | Platzierung + Rückstand auf Siegerzeit > 8 %                |
| NQ  | Nicht qualifiziert für 2DG + Rückstand auf Siegerzeit > 8 % |
| DSQ | Disqualifiziert                                             |
| DNF | Ausfall                                                     |

#### Olympische Spiele und Weltmeisterschaften
|                               | 1997/98 | 1998/99 | 1999/00 | 2000/01 | 2001/02 | 2002/03 | 2003/04 | 2004/05 | 2005/06 | 2006/07 | 2007/08 | 2008/09 | 2009/10 | 2010/11 | 2011/12 | 2012/13 | 2013/14 | 2014/15 | S / St |
| ----------------------------- | ------- | ------- | ------- | ------- | ------- | ------- | ------- | ------- | ------- | ------- | ------- | ------- | ------- | ------- | ------- | ------- | ------- | ------- | ------ |
| Olympische Winterspiele       |         |         |         |         |         |         |         |         |         |         |         |         |         |         |         |         |         |         |        |
| Abfahrt (0-0-1)               | –       |         |         |         | –       |         |         |         | 5       |         |         |         | 3       |         |         |         | 8       |         | 0 / 3  |
| Super-G (0-1-1)               | –       |         |         |         | –       |         |         |         | DNF     |         |         |         | 2       |         |         |         | 3       |         | 0 / 3  |
| Riesenslalom (0-1-0)          | DNF     |         |         |         | 2       |         |         |         | 6       |         |         |         | DNF     |         |         |         | 20      |         | 0 / 5  |
| Slalom                        | DNF     |         |         |         | 24      |         |         |         | DNF     |         |         |         | DNF     |         |         |         | –       |         | 0 / 4  |
| Kombination (1-1-0)           | –       |         |         |         | 2       |         |         |         | DSQ     |         |         |         | 1       |         |         |         | 6       |         | 1 / 4  |
| Alpine Skiweltmeisterschaften |         |         |         |         |         |         |         |         |         |         |         |         |         |         |         |         |         |         |        |
| Abfahrt (1-0-0)               |         | –       |         | –       |         | 16      |         | 1       |         | 7       |         | 8       |         | 15      |         |         |         | –       | 1 / 5  |
| Super-G (1-1-0)               |         | 26      |         | DNF     |         | 2       |         | 1       |         | 24      |         | 12      |         | 12      |         |         |         | DNF     | 1 / 8  |
| Riesenslalom (1-0-0)          |         | 18      |         | –       |         | 1       |         | DNF     |         | 15      |         | DNF     |         | 12      |         |         |         | –       | 1 / 6  |
| Slalom                        |         | 8       |         | –       |         | 6       |         | DNF     |         | DNF     |         | DNF     |         | –       |         |         |         | –       | 0 / 5  |
| Kombination (1-0-0)           |         | –       |         | –       |         | 1       |         | DNF     |         | 6       |         | DNF     |         | DNF     |         |         |         | –       | 1 / 5  |
| Großereignisse Statistik      |         |         |         |         |         |         |         |         |         |         |         |         |         |         |         |         |         |         |        |
|                               | 1997/98 | 1998/99 | 1999/00 | 2000/01 | 2001/02 | 2002/03 | 2003/04 | 2004/05 | 2005/06 | 2006/07 | 2007/08 | 2008/09 | 2009/10 | 2010/11 | 2011/12 | 2012/13 | 2013/14 | 2014/15 | Gesamt |
| Starts                        | 2       | 3       |         | 1       | 3       | 5       |         | 5       | 5       | 5       |         | 5       | 5       | 4       |         |         | 4       | 1       | 48     |
| Siege                         | 0       | 0       |         | 0       | 0       | 2       |         | 2       | 0       | 0       |         | 0       | 1       | 0       |         |         | 0       | 0       | 5      |
| 2. Platz                      | 0       | 0       |         | 0       | 2       | 1       |         | 0       | 0       | 0       |         | 0       | 1       | 0       |         |         | 0       | 0       | 4      |
| 3. Platz                      | 0       | 0       |         | 0       | 0       | 0       |         | 0       | 0       | 0       |         | 0       | 1       | 0       |         |         | 1       | 0       | 2      |
| Top 3                         | 0       | 0       |         | 0       | 2       | 3       |         | 2       | 0       | 0       |         | 0       | 3       | 0       |         |         | 1       | 0       | 11     |
| Top 10                        | 0       | 1       |         | 0       | 2       | 4       |         | 2       | 2       | 2       |         | 1       | 3       | 0       |         |         | 3       | 0       | 20     |
| Ausfälle                      | 2       | 0       |         | 1       | 1       | 0       |         | 3       | 3       | 1       |         | 3       | 2       | 1       |         |         | 0       | 1       | 18     |

#### Weltcup
Gesamtweltcup
|                       | 1997/98 | 1998/99 | 1999/00 | 2000/01 | 2001/02 | 2002/03 | 2003/04 | 2004/05 | 2005/06 | 2006/07 | 2007/08 | 2008/09 | 2009/10 | 2010/11 | 2011/12 | 2012/13 | 2013/14 | Gesamt |
| --------------------- | ------- | ------- | ------- | ------- | ------- | ------- | ------- | ------- | ------- | ------- | ------- | ------- | ------- | ------- | ------- | ------- | ------- | ------ |
| Weltcup Statistik     |         |         |         |         |         |         |         |         |         |         |         |         |         |         |         |         |         |        |
| Starts                | 12      | 18      | 22      | 21      | 24      | 36      | 39      | 36      | 31      | 35      | 38      | 26      | 18      | 24      | 28      |         | 30      | 438    |
| Siege                 | 0       | 0       | 0       | 0       | 4       | 2       | 6       | 7       | 2       | 4       | 6       | 0       | 1       | 0       | 1       |         | 0       | 33     |
| 2. Platz              | 0       | 0       | 0       | 0       | 4       | 3       | 1       | 4       | 4       | 1       | 4       | 3       | 0       | 1       | 2       |         | 2       | 29     |
| 3. Platz              | 0       | 0       | 0       | 1       | 1       | 1       | 2       | 3       | 2       | 1       | 1       | 0       | 0       | 2       | 1       |         | 2       | 17     |
| Top 3                 | 0       | 0       | 0       | 1       | 9       | 6       | 9       | 14      | 8       | 6       | 11      | 3       | 1       | 3       | 4       |         | 4       | 79     |
| Top 10                | 0       | 4       | 0       | 4       | 12      | 19      | 15      | 23      | 14      | 11      | 19      | 8       | 7       | 9       | 11      |         | 10      | 166    |
| Punkte Ø pro Start    | 2.25    | 9.61    | 2.14    | 8.81    | 39.67   | 30.56   | 29.08   | 45.78   | 29.94   | 25.2    | 37.08   | 19.88   | 20.06   | 19.63   | 21.86   |         | 21.1    | 25.29  |
| Ausfälle              | 3       | 6       | 14      | 6       | 4       | 9       | 9       | 10      | 11      | 14      | 10      | 11      | 6       | 8       | 9       |         | 7       | 137    |
| Punkte Abfahrt        | –       | 0       | –       | 6       | 0       | 268     | 96      | 618     | 340     | 318     | 579     | 275     | 110     | 190     | 383     |         | 264     | 3447   |
| Punkte Super-G        | –       | 0       | 8       | 21      | 2       | 138     | 52      | 470     | 145     | 304     | 211     | 42      | 88      | 123     | 119     |         | 220     | 1943   |
| Punkte Riesenslalom   | 27      | 73      | 39      | 158     | 310     | 425     | 410     | 420     | 198     | 232     | 141     | 33      | 0       | 58      | 46      |         | 115     | 2685   |
| Punkte Slalom         | 0       | 100     | 0       | 0       | 560     | 144     | 376     | 140     | 45      | 8       | 68      | 167     | 18      | 0       | 4       |         | 5       | 1635   |
| Punkte Kombination    | –       | –       | –       | –       | 80      | 125     | 200     | 0       | 200     | 20      | 410     | 0       | 145     | 40      | 60      |         | 29      | 1309   |
| Punkte Parallelrennen | –       | –       | –       | –       | –       | –       | –       | –       | –       | –       | –       | –       | –       | 60      | –       |         | –       | 60     |
| Punkte Gesamt         | 27      | 173     | 47      | 185     | 952     | 1100    | 1134    | 1648    | 928     | 882     | 1409    | 517     | 361     | 471     | 612     |         | 633     | 11079  |
| Gesamtweltcup         | 95      | 38      | 90      | 42      | 4       | 2       | 4       | 1       | 3       | 4       | 1       | 15      | 20      | 14      | 15      | –       | 8       |        |

Abfahrtsweltcup
|                                | 1997/98 | 1998/99 | 1999/00 | 2000/01 | 2001/02 | 2002/03 | 2003/04 | 2004/05 | 2005/06 | 2006/07 | 2007/08 | 2008/09 | 2009/10 | 2010/11 | 2011/12 | 2012/13 | 2013/14 | S / St |
| ------------------------------ | ------- | ------- | ------- | ------- | ------- | ------- | ------- | ------- | ------- | ------- | ------- | ------- | ------- | ------- | ------- | ------- | ------- | ------ |
| Abfahrt                        |         |         |         |         |         |         |         |         |         |         |         |         |         |         |         |         |         |        |
| Lake Louise (1-0-0)            | –       | –       | –       | –       | –       | 7       | 30      | 1       | 22      | 29      | 20      | 16      | 29      | 8       | 9       |         | 16      | 1 / 11 |
| Beaver Creek (3-1-0)           | –       | –       | –       | 47      | –       | 8       | DNF     | 1       | 2       | 1       | 6       | DNF     | 4       | –       | 1       |         | 13      | 3 / 12 |
| Val-d’Isère                    | –       | 55      | –       | 36      | 32      | 19      | –       | 4       | 7       | DNF     | –       | –       | –       | –       | –       |         | –       | 0 / 8  |
| Gröden (0-1-0)                 | –       | –       | –       | –       | –       | 19      | 52      | 14      | 8       | 14      | 8       | 2       | 9       | 17      | –       |         | 5       | 0 / 10 |
| Bormio (1-0-0)                 | –       | –       | –       | –       | –       | 5       | –       | 14      | 9       | 4       | 1       | 4       | –       | 8       | 5       |         | 35      | 1 / 11 |
| Chamonix (0-1-0)               | –       | –       | –       | –       | –       | –       | 34      | 8       | –       | –       | 7       | –       | –       | –       | 8       |         | –       | 0 / 5  |
| Wengen (2-1-1)                 | –       | –       | –       | –       | 45      | 6       | –       | 3       | 11      | 1       | 1       | 2       | DNF     | 8       | 5       |         | 5       | 2 / 12 |
| Kitzbühel (0-2-1)              | –       | –       | –       | 30      | –       | 8       | 16      | –       | 4       | –       | 2       | 4       | 9       | 2       | 29      |         | 3       | 0 / 11 |
| Garmisch-Partenkirchen (0-0-1) | –       | –       | –       | –       | –       | 28      | 28      | 4       | –       | –       | –       | –       | –       | –       | 35      |         | –       | 0 / 7  |
| Kvitfjell (1-1-0)              | –       | –       | –       | –       | 49      | 25      | 26      | 4       | –       | 15      | 1       | –       | –       | –       | –       |         | 8       | 1 / 9  |
| Kvitfjell W                    | –       | –       | –       | –       | –       | –       | –       | –       | –       | –       | 2       | –       | –       | –       | –       |         | 16      | –      |
| Garmisch-Partenkirchen K       | –       | –       | –       | –       | –       | –       | 27      | 3       | –       | 28      | –       | –       | –       | –       | –       |         | –       | –      |
| Beaver Creek V                 | –       | –       | –       | –       | –       | –       | DNF     | –       | –       | –       | –       | –       | –       | –       | –       |         | –       | –      |
| Val-d’Isère G                  | –       | –       | –       | 26      | –       | –       | –       | –       | –       | –       | –       | –       | –       | –       | –       |         | –       | –      |
| Bormio L                       | –       | –       | –       | –       | –       | 8       | –       | –       | –       | DNF     | –       | –       | –       | –       | –       |         | –       | –      |
| Wengen II                      | –       | –       | –       | –       | –       | 11      | –       | –       | –       | –       | –       | –       | –       | –       | –       |         | –       | –      |
| Kitzbühel B                    | –       | –       | –       | –       | –       | –       | 7       | –       | –       | –       | –       | –       | –       | –       | –       |         | –       | –      |
| Chamonix D                     | –       | –       | –       | –       | –       | –       | –       | –       | –       | –       | –       | –       | –       | –       | 2       |         | –       | –      |
| Lenzerheide (0-1-0)            | –       | –       | –       | –       | –       | –       | –       | 2       | –       | 9       | –       | –       | –       | –       | –       |         | 8       | 0 / 3  |
| Åre (0-1-0)                    | –       | –       | –       | –       | –       | –       | –       | –       | 2       | –       | –       | –       | –       | –       | –       |         | –       | 0 / 1  |
| Sestriere                      | –       | –       | –       | –       | –       | –       | 22      | –       | –       | –       | –       | –       | –       | –       | –       |         | –       | 0 / 1  |
| St. Anton am Arlberg           | –       | –       | –       | –       | –       | –       | 8       | –       | –       | –       | –       | –       | –       | –       | –       |         | –       | 0 / 1  |
| Krasnaja Poljana               | –       | –       | –       | –       | –       | –       | –       | –       | –       | –       | –       | –       | –       | –       | 4       |         | –       | 0 / 1  |
| Abfahrt Statistik              |         |         |         |         |         |         |         |         |         |         |         |         |         |         |         |         |         |        |
|                                | 1997/98 | 1998/99 | 1999/00 | 2000/01 | 2001/02 | 2002/03 | 2003/04 | 2004/05 | 2005/06 | 2006/07 | 2007/08 | 2008/09 | 2009/10 | 2010/11 | 2011/12 | 2012/13 | 2013/14 | Gesamt |
| Rennen                         | 11      | 10      | 11      | 9       | 10      | 11      | 12      | 11      | 9       | 11      | 9       | 9       | 8       | 9       | 11      |         | 9       | –      |
| Starts                         | –       | 1       | –       | 4       | 3       | 11      | 12      | 11      | 8       | 10      | 9       | 6       | 5       | 5       | 9       |         | 9       | 103    |
| Siege                          | –       | 0       | –       | 0       | 0       | 0       | 0       | 2       | 0       | 2       | 3       | 0       | 0       | 0       | 1       |         | 0       | 8      |
| 2. Platz                       | –       | 0       | –       | 0       | 0       | 0       | 0       | 1       | 2       | 0       | 2       | 2       | 0       | 1       | 1       |         | 0       | 9      |
| 3. Platz                       | –       | 0       | –       | 0       | 0       | 0       | 0       | 2       | 0       | 0       | 0       | 0       | 0       | 0       | 0       |         | 1       | 3      |
| Top 3                          | –       | 0       | –       | 0       | 0       | 0       | 0       | 5       | 2       | 2       | 5       | 2       | 0       | 1       | 2       |         | 1       | 20     |
| Top 10                         | –       | 0       | –       | 0       | 0       | 6       | 2       | 9       | 6       | 4       | 8       | 4       | 3       | 4       | 7       |         | 5       | 58     |
| Punkte Ø pro Start             | –       | 0.0     | –       | 1.5     | 0.0     | 24.36   | 8.0     | 56.18   | 42.5    | 31.8    | 64.33   | 45.83   | 22.0    | 38.0    | 42.56   |         | 29.33   | 33.47  |
| Ausfälle                       | –       | 0       | –       | 0       | 0       | 0       | 2       | 0       | 0       | 2       | 0       | 1       | 1       | 0       | 0       |         | 0       | 6      |
| Punkte Abfahrt                 | –       | 0       | –       | 6       | 0       | 268     | 96      | 618     | 340     | 318     | 579     | 275     | 110     | 190     | 383     |         | 264     | 3447   |
| Abfahrtsweltcup                | –       | –       | –       | 55      | –       | 13      | 23      | 2       | 5       | 8       | 2       | 7       | 17      | 12      | 5       | –       | 8       |        |

W Ersatzrennen für Val-d’Isère 2007/08 | Ersatzrennen für Garmisch-Partenkirchen 2013/14

K Ersatzrennen für Wengen 2003/04 | Ersatzrennen für Kitzbühel 2004/05 und 2006/07

V Ersatzrennen für Val-d’Isère 2003/04

G Ersatzrennen für Gröden 2000/01

L Ersatzrennen für Chamonix 2002/03 | Ersatzrennen für Val-d’Isère 2006/07

II Zusätzliche Abfahrt 2002/03

B Ersatzrennen für Bormio 2003/04

D Ersatzrennen für Gröden 2011/12

(x-x-x) Podiumsplatzierungen incl. Zusatz- und Ersatzrennen

Super-G-Weltcup
|                        | 1997/98 | 1998/99 | 1999/00 | 2000/01 | 2001/02 | 2002/03 | 2003/04 | 2004/05 | 2005/06 | 2006/07 | 2007/08 | 2008/09 | 2009/10 | 2010/11 | 2011/12 | 2012/13 | 2013/14 | S / St |
| ---------------------- | ------- | ------- | ------- | ------- | ------- | ------- | ------- | ------- | ------- | ------- | ------- | ------- | ------- | ------- | ------- | ------- | ------- | ------ |
| Super-G                |         |         |         |         |         |         |         |         |         |         |         |         |         |         |         |         |         |        |
| Lake Louise (1-0-0)    | –       | –       | 37      | 22      | –       | 7       | 19      | 1       | 18      | 14      | 25      | DNF     | 39      | 12      | 9       |         | 23      | 1 / 13 |
| Beaver Creek (0-1-0)   | –       | –       | 23      | 40      | –       | 6       | DNF     | 2       | DNF     | –       | 30      | 14      | –       | DNF     | 21      |         | 14      | 0 / 11 |
| Gröden (1-2-0)         | –       | –       | –       | –       | –       | 6       | 17      | 4       | 8       | 1       | 2       | 17      | 5       | 16      | 2       |         | 8       | 1 / 11 |
| Kitzbühel (0-1-0)      | –       | –       | DNF     | DNF     | –       | 12      | 28      | 5       | DNF     | –       | 12      | 21      | 17      | 10      | –       |         | 2       | 0 / 11 |
| Garmisch-Partenkirchen | –       | –       | –       | 19      | –       | DNF     | 17      | 4       | –       | –       | –       | –       | –       | –       | –       |         | –       | 0 / 4  |
| Kvitfjell (0-1-0)      | –       | 47      | DNF     | –       | 29      | 20      | 22      | 5       | –       | 7       | 2       | –       | –       | –       | –       |         | 12      | 0 / 9  |
| Lenzerheide (1-0-1)    | –       | –       | –       | –       | –       | –       | –       | 1       | –       | 4       | –       | –       | –       | –       | –       |         | 3       | 1 / 3  |
| Hinterstoder (1-0-1)   | –       | –       | –       | –       | –       | –       | –       | –       | –       | 1       | –       | –       | –       | 3       | –       |         | –       | 1 / 2  |
| Val-d’Isère            | –       | –       | –       | –       | DNF     | –       | –       | –       | –       | –       | –       | –       | 9       | –       | –       |         | –       | 0 / 2  |
| Åre (1-0-0)            | –       | –       | –       | –       | –       | –       | –       | –       | 1       | –       | –       | –       | –       | –       | –       |         | –       | 1 / 1  |
| Bormio                 | –       | –       | –       | –       | –       | –       | –       | –       | –       | –       | 12      | –       | –       | –       | –       |         | –       | 0 / 1  |
| Zauchensee             | –       | –       | –       | –       | 22      | –       | –       | –       | –       | –       | –       | –       | –       | –       | –       |         | –       | 0 / 1  |
| Whistler               | –       | –       | –       | –       | –       | –       | –       | –       | –       | –       | DNF     | –       | –       | –       | –       |         | –       | 0 / 1  |
| Sestriere              | –       | –       | –       | –       | –       | –       | DNF     | –       | –       | –       | –       | –       | –       | –       | –       |         | –       | 0 / 1  |
| Super-G Statistik      |         |         |         |         |         |         |         |         |         |         |         |         |         |         |         |         |         |        |
|                        | 1997/98 | 1998/99 | 1999/00 | 2000/01 | 2001/02 | 2002/03 | 2003/04 | 2004/05 | 2005/06 | 2006/07 | 2007/08 | 2008/09 | 2009/10 | 2010/11 | 2011/12 | 2012/13 | 2013/14 | Gesamt |
| Rennen                 | 5       | 6       | 7       | 5       | 6       | 6       | 7       | 7       | 6       | 5       | 7       | 5       | 6       | 6       | 8       |         | 6       | –      |
| Starts                 | –       | 1       | 4       | 4       | 3       | 6       | 7       | 7       | 5       | 5       | 7       | 4       | 4       | 5       | 3       |         | 6       | 71     |
| Siege                  | –       | 0       | 0       | 0       | 0       | 0       | 0       | 2       | 1       | 2       | 0       | 0       | 0       | 0       | 0       |         | 0       | 5      |
| 2. Platz               | –       | 0       | 0       | 0       | 0       | 0       | 0       | 1       | 0       | 0       | 2       | 0       | 0       | 0       | 1       |         | 1       | 5      |
| 3. Platz               | –       | 0       | 0       | 0       | 0       | 0       | 0       | 0       | 0       | 0       | 0       | 0       | 0       | 1       | 0       |         | 1       | 2      |
| Top 3                  | –       | 0       | 0       | 0       | 0       | 0       | 0       | 3       | 1       | 2       | 2       | 0       | 0       | 1       | 1       |         | 2       | 12     |
| Top 10                 | –       | 0       | 0       | 0       | 0       | 3       | 0       | 7       | 2       | 4       | 2       | 0       | 2       | 2       | 2       |         | 3       | 27     |
| Punkte Ø pro Start     | –       | 0.0     | 2.0     | 5.25    | 0.67    | 23.0    | 7.43    | 67.14   | 29.0    | 60.8    | 30.14   | 10.5    | 22.0    | 24.6    | 39.67   |         | 36.67   | 27.37  |
| Ausfälle               | –       | 0       | 2       | 1       | 1       | 1       | 2       | 0       | 2       | 0       | 1       | 1       | 0       | 1       | 0       |         | 0       | 12     |
| Punkte Super-G         | –       | 0       | 8       | 21      | 2       | 138     | 52      | 470     | 145     | 304     | 211     | 42      | 88      | 123     | 119     |         | 220     | 1943   |
| Super-G-Weltcup        | –       | –       | 44      | 34      | 49      | 12      | 25      | 1       | 10      | 1       | 8       | 27      | 18      | 14      | 16      | –       | 5       |        |

Riesenslalomweltcup
|                        | 1997/98 | 1998/99 | 1999/00 | 2000/01 | 2001/02 | 2002/03 | 2003/04 | 2004/05 | 2005/06 | 2006/07 | 2007/08 | 2008/09 | 2009/10 | 2010/11 | 2011/12 | 2012/13 | 2013/14 | S / St |
| ---------------------- | ------- | ------- | ------- | ------- | ------- | ------- | ------- | ------- | ------- | ------- | ------- | ------- | ------- | ------- | ------- | ------- | ------- | ------ |
| Riesenslalom           |         |         |         |         |         |         |         |         |         |         |         |         |         |         |         |         |         |        |
| Sölden (2-1-0)         | –       | –       | –       | DNF     | 5       | 5       | 1       | 1       | 2       | –       | 5       | 10      | –       | –       | 9       |         | 19      | 2 / 10 |
| Beaver Creek (1-1-0)   | –       | –       | –       | –       | –       | –       | –       | DNF     | 1       | 12      | NQ      | DNF     | DNF     | 27      | NQ      |         | 2       | 1 / 10 |
| Park City (1-0-0)      | 11      | 8       | –       | 10      | –       | DNF     | 1       | –       | –       | –       | –       | –       | –       | –       | –       |         | –       | 1 / 5  |
| Val-d’Isère (2-1-1)    | 28      | –       | –       | 6       | 1       | 2       | –       | 1       | –       | –       | –       | 24      | –       | DNF     | –       |         | DNF     | 2 / 9  |
| Alta Badia (1-1-1)     | –       | DNF     | 12      | –       | DNF     | 1       | 3       | DNF     | DNF     | 2       | DNF     | DNF     | NQ      | 15      | 16      |         | NQ      | 1 / 15 |
| Adelboden (0-1-0)      | NQ      | 8       | –       | NQ      | 13      | DNF     | DNF     | 2       | 14      | DNF     | DNF     | DNF     | –       | 22      | DNF     |         | DNF     | 0 / 14 |
| Kranjska Gora (2-1-0)  | NQ      | 22      | DNF     | –       | 2       | 1       | 1       | DNF     | DNF     | 13      | 11      | –       | –       | –       | –       |         | 24      | 2 / 12 |
| Flachau (0-0-1)        | –       | NQ      | –       | –       | 18      | –       | DNF     | 3       | –       | –       | –       | –       | –       | –       | –       |         | –       | 0 / 4  |
| Hinterstoder           | –       | –       | DNF     | –       | –       | –       | –       | –       | –       | 4       | –       | –       | –       | 9       | –       |         | –       | 0 / 3  |
| Lenzerheide (0-1-1)    | –       | –       | –       | –       | –       | –       | –       | 2       | –       | 3       | –       | –       | –       | –       | –       |         | 15      | 0 / 3  |
| Saalbach-Hinterglemm   | NQ      | –       | DNF     | –       | –       | –       | –       | –       | –       | –       | –       | –       | –       | –       | –       |         | –       | 0 / 2  |
| St. Moritz             | –       | –       | –       | –       | 4       | –       | –       | –       | –       | –       | –       | –       | –       | –       | –       |         | DNF     | 0 / 2  |
| Bormio                 | –       | –       | –       | DNF     | –       | –       | –       | –       | –       | –       | DNF     | –       | –       | –       | –       |         | –       | 0 / 2  |
| Yongpyong (0-0-1)      | –       | –       | 26      | –       | –       | 3       | –       | –       | –       | –       | –       | –       | –       | –       | –       |         | –       | 0 / 2  |
| Vail                   | –       | –       | DNF     | –       | –       | –       | –       | –       | –       | –       | –       | –       | –       | –       | –       |         | –       | 0 / 1  |
| Tignes                 | –       | –       | 19      | –       | –       | –       | –       | –       | –       | –       | –       | –       | –       | –       | –       |         | –       | 0 / 1  |
| Åre                    | –       | –       | –       | –       | –       | –       | –       | –       | DNF     | –       | –       | –       | –       | –       | –       |         | –       | 0 / 1  |
| Kranjska Gora P        | –       | –       | –       | –       | 16      | –       | –       | –       | –       | –       | –       | –       | –       | –       | –       |         | –       | –      |
| Val-d’Isère A          | –       | –       | –       | 3       | –       | –       | –       | –       | –       | –       | –       | –       | –       | –       | –       |         | –       | –      |
| Alta Badia V           | –       | –       | –       | –       | –       | –       | 4       | –       | –       | –       | –       | –       | –       | –       | –       |         | –       | –      |
| Beaver Creek D         | –       | –       | –       | –       | –       | –       | –       | –       | –       | –       | –       | –       | –       | –       | 29      |         | –       | –      |
| Todtnau                | –       | –       | NQ      | –       | –       | –       | –       | –       | –       | –       | –       | –       | –       | –       | –       |         | –       | 0 / 1  |
| Les Arcs               | –       | –       | –       | 8       | –       | –       | –       | –       | –       | –       | –       | –       | –       | –       | –       |         | –       | 0 / 1  |
| Bansko                 | –       | –       | –       | –       | –       | –       | –       | –       | –       | –       | –       | –       | –       | –       | NQ      |         | –       | 0 / 1  |
| Bad Kleinkirchheim     | –       | –       | –       | –       | –       | –       | –       | –       | –       | –       | 7       | –       | –       | –       | –       |         | –       | 0 / 1  |
| Whistler               | –       | –       | –       | –       | –       | –       | –       | –       | –       | –       | 7       | –       | –       | –       | –       |         | –       | 0 / 1  |
| Ofterschwang           | –       | NQ      | –       | –       | –       | –       | –       | –       | –       | –       | –       | –       | –       | –       | –       |         | –       | 0 / 1  |
| Hafjell                | –       | –       | –       | –       | –       | 6       | –       | –       | –       | –       | –       | –       | –       | –       | –       |         | –       | 0 / 1  |
| Sierra Nevada          | –       | DNF     | –       | –       | –       | –       | –       | –       | –       | –       | –       | –       | –       | –       | –       |         | –       | 0 / 1  |
| Riesenslalom Statistik |         |         |         |         |         |         |         |         |         |         |         |         |         |         |         |         |         |        |
|                        | 1997/98 | 1998/99 | 1999/00 | 2000/01 | 2001/02 | 2002/03 | 2003/04 | 2004/05 | 2005/06 | 2006/07 | 2007/08 | 2008/09 | 2009/10 | 2010/11 | 2011/12 | 2012/13 | 2013/14 | Gesamt |
| Rennen                 | 9       | 8       | 9       | 9       | 8       | 8       | 7       | 8       | 8       | 6       | 8       | 8       | 7       | 6       | 9       |         | 8       | –      |
| Starts                 | 5       | 7       | 8       | 7       | 8       | 8       | 7       | 8       | 6       | 6       | 8       | 5       | 2       | 5       | 6       |         | 8       | 104    |
| Siege                  | 0       | 0       | 0       | 0       | 1       | 2       | 3       | 2       | 1       | 0       | 0       | 0       | 0       | 0       | 0       |         | 0       | 9      |
| 2. Platz               | 0       | 0       | 0       | 0       | 1       | 1       | 0       | 2       | 1       | 1       | 0       | 0       | 0       | 0       | 0       |         | 1       | 7      |
| 3. Platz               | 0       | 0       | 0       | 1       | 0       | 1       | 1       | 1       | 0       | 1       | 0       | 0       | 0       | 0       | 0       |         | 0       | 5      |
| Top 3                  | 0       | 0       | 0       | 1       | 2       | 4       | 4       | 5       | 2       | 2       | 0       | 0       | 0       | 0       | 0       |         | 1       | 21     |
| Top 10                 | 0       | 2       | 0       | 4       | 4       | 6       | 5       | 5       | 2       | 3       | 3       | 1       | 0       | 1       | 1       |         | 1       | 38     |
| Punkte Ø pro Start     | 5.4     | 10.43   | 4.88    | 22.57   | 38.75   | 53.13   | 58.57   | 52.5    | 33.0    | 38.67   | 17.63   | 6.6     | 0.0     | 11.6    | 7.67    |         | 14.38   | 25.82  |
| Ausfälle               | 0       | 2       | 4       | 2       | 1       | 2       | 2       | 3       | 3       | 1       | 4       | 3       | 1       | 1       | 2       |         | 3       | 34     |
| Punkte Riesenslalom    | 27      | 73      | 39      | 158     | 310     | 425     | 410     | 420     | 198     | 232     | 141     | 33      | 0       | 58      | 46      |         | 115     | 2685   |
| Riesenslalomweltcup    | 36      | 23      | 31      | 15      | 7       | 2       | 1       | 2       | 9       | 6       | 13      | 35      | –       | 24      | 31      | –       | 22      |        |

P Ersatzrennen für Park City 2001/02

A Ersatzrennen für Alta Badia 2000/01

V Ersatzrennen für Val-d’Isère 2003/04

D Ersatzrennen für Val-d’Isère 2011/12

(x-x-x) Podiumsplatzierungen incl. Ersatzrennen

Slalomweltcup
|                              | 1997/98 | 1998/99 | 1999/00 | 2000/01 | 2001/02 | 2002/03 | 2003/04 | 2004/05 | 2005/06 | 2006/07 | 2007/08 | 2008/09 | 2009/10 | 2010/11 | 2011/12 | 2012/13 | 2013/14 | S / St |
| ---------------------------- | ------- | ------- | ------- | ------- | ------- | ------- | ------- | ------- | ------- | ------- | ------- | ------- | ------- | ------- | ------- | ------- | ------- | ------ |
| Slalom                       |         |         |         |         |         |         |         |         |         |         |         |         |         |         |         |         |         |        |
| Park City                    | NQ      | DNF     | –       | DNF     | –       | NQ      | DSQ     | –       | –       | –       | –       | –       | –       | –       | –       |         | –       | 0 / 5  |
| Sestriere (1-0-0)            | DNF     | NQ      | –       | NQ      | –       | –       | 7       | 1       | –       | –       | –       | –       | –       | –       | –       |         | –       | 1 / 5  |
| Levi (0-1-0)                 | –       | –       | –       | –       | –       | –       | –       | –       | –       | NQ      | –       | 2       | DNF     | DNF     | –       |         | –       | 0 / 4  |
| Madonna di Campiglio (1-0-0) | –       | –       | DNF     | NQ      | 1       | –       | NQ      | –       | DNF     | –       | –       | –       | –       | –       | –       |         | –       | 1 / 5  |
| Adelboden (1-1-0)            | –       | –       | DNF     | –       | 1       | –       | 2       | –       | DNF     | DNF     | DNF     | 16      | 14      | DNF     | DNF     |         | NQ      | 1 / 11 |
| Wengen                       | –       | 4       | DNF     | DNF     | 6       | 11      | DNF     | DNF     | 8       | –       | 5       | DNF     | DNF     | DNF     | NQ      |         | 26      | 0 / 14 |
| Kitzbühel (0-0-1)            | NQ      | NQ      | NQ      | DNF     | 3       | 27      | 4       | NQ      | 18      | DNF     | 14      | DNF     | –       | DNF     | DNF     |         | –       | 0 / 16 |
| Schladming (1-0-0)           | NQ      | DNF     | DNF     | NQ      | 1       | DNF     | 4       | DNF     | DNF     | 25      | DNF     | 8       | 26      | –       | –       |         | DSQ     | 1 / 14 |
| Kranjska Gora                | NQ      | DNF     | DNF     | –       | DNF     | DNF     | NQ      | DNF     | NQ      | 23      | –       | –       | –       | –       | –       |         | –       | 0 / 9  |
| Alta Badia                   | –       | –       | –       | –       | –       | –       | –       | –       | –       | DNF     | DNF     | DNF     | –       | –       | DNF     |         | –       | 0 / 4  |
| Garmisch-Partenkirchen       | –       | –       | –       | –       | –       | –       | –       | –       | –       | DNF     | DNF     | 6       | –       | –       | –       |         | –       | 0 / 3  |
| Lenzerheide                  | –       | –       | –       | –       | –       | –       | –       | 6       | –       | DNF     | –       | –       | –       | –       | –       |         | DNF     | 0 / 3  |
| Beaver Creek                 | –       | –       | –       | –       | –       | –       | –       | DNF     | NQ      | DNF     | –       | –       | –       | –       | 27      |         | –       | 0 / 4  |
| Zagreb                       | –       | –       | –       | –       | –       | –       | –       | –       | –       | –       | NQ      | DSQ     | –       | NQ      | –       |         | –       | 0 / 3  |
| Flachau (0-1-0)              | –       | –       | –       | –       | 2       | –       | DNF     | NQ      | –       | –       | –       | –       | –       | –       | DNF     |         | –       | 0 / 4  |
| Chamonix (0-0-1)             | –       | –       | NQ      | –       | –       | –       | 3       | DNF     | –       | –       | –       | –       | –       | –       | –       |         | –       | 0 / 3  |
| Kitzbühel M,W                | DNF     | –       | –       | –       | –       | –       | –       | –       | –       | DNF     | –       | –       | –       | –       | –       |         | –       | –      |
| Val-d’Isère                  | –       | –       | –       | –       | –       | –       | –       | –       | –       | –       | –       | –       | –       | DNF     | –       |         | DNF     | 0 / 2  |
| Aspen (0-1-0)                | –       | NQ      | –       | –       | 26      | –       | –       | –       | –       | –       | –       | –       | –       | –       | –       |         | –       | 0 / 3  |
| Aspen P                      | –       | –       | –       | –       | 2       | –       | –       | –       | –       | –       | –       | –       | –       | –       | –       |         | –       | –      |
| Åre                          | –       | –       | –       | –       | –       | –       | –       | –       | DNF     | –       | –       | –       | –       | –       | –       |         | –       | 0 / 1  |
| Bormio (0-1-0)               | –       | –       | –       | –       | –       | 2       | –       | –       | –       | –       | –       | –       | –       | –       | –       |         | –       | 0 / 1  |
| Veysonnaz                    | DNF     | –       | –       | –       | –       | –       | –       | –       | –       | –       | –       | –       | –       | –       | –       |         | –       | 0 / 1  |
| Vail                         | –       | –       | DNF     | –       | –       | –       | –       | –       | –       | –       | –       | –       | –       | –       | –       |         | –       | 0 / 1  |
| Bad Kleinkirchheim           | –       | –       | –       | –       | –       | –       | –       | –       | –       | –       | NQ      | –       | –       | –       | –       |         | –       | 0 / 1  |
| Todtnau                      | –       | –       | DNF     | –       | –       | –       | –       | –       | –       | –       | –       | –       | –       | –       | –       |         | –       | 0 / 1  |
| St. Anton am Arlberg (1-0-0) | –       | –       | –       | –       | –       | –       | 1       | –       | –       | –       | –       | –       | –       | –       | –       |         | –       | 1 / 1  |
| Yongpyong                    | –       | –       | DNF     | –       | –       | 6       | –       | –       | –       | –       | –       | –       | –       | –       | –       |         | –       | 0 / 2  |
| Shigakogen                   | –       | –       | –       | –       | –       | DNF     | –       | –       | –       | –       | –       | –       | –       | –       | –       |         | –       | 0 / 1  |
| Reiteralm                    | –       | –       | –       | –       | –       | –       | –       | –       | –       | –       | 26      | –       | –       | –       | –       |         | –       | 0 / 1  |
| Ofterschwang                 | –       | 4       | –       | –       | –       | –       | –       | –       | –       | –       | –       | –       | –       | –       | –       |         | –       | 0 / 1  |
| Hafjell                      | –       | –       | –       | –       | –       | DSQ     | –       | –       | –       | –       | –       | –       | –       | –       | –       |         | –       | 0 / 1  |
| Sierra Nevada                | –       | DSQ     | –       | –       | –       | –       | –       | –       | –       | –       | –       | –       | –       | –       | –       |         | –       | 0 / 1  |
| Slalom Statistik             |         |         |         |         |         |         |         |         |         |         |         |         |         |         |         |         |         |        |
|                              | 1997/98 | 1998/99 | 1999/00 | 2000/01 | 2001/02 | 2002/03 | 2003/04 | 2004/05 | 2005/06 | 2006/07 | 2007/08 | 2008/09 | 2009/10 | 2010/11 | 2011/12 | 2012/13 | 2013/14 | Gesamt |
| Rennen                       | 9       | 9       | 11      | 9       | 9       | 9       | 11      | 9       | 10      | 10      | 11      | 10      | 9       | 10      | 11      |         | 9       | –      |
| Starts                       | 7       | 9       | 10      | 6       | 9       | 9       | 11      | 9       | 8       | 10      | 9       | 8       | 4       | 6       | 6       |         | 5       | 126    |
| Siege                        | 0       | 0       | 0       | 0       | 3       | 0       | 1       | 1       | 0       | 0       | 0       | 0       | 0       | 0       | 0       |         | 0       | 5      |
| 2. Platz                     | 0       | 0       | 0       | 0       | 2       | 1       | 1       | 0       | 0       | 0       | 0       | 1       | 0       | 0       | 0       |         | 0       | 5      |
| 3. Platz                     | 0       | 0       | 0       | 0       | 1       | 0       | 1       | 0       | 0       | 0       | 0       | 0       | 0       | 0       | 0       |         | 0       | 2      |
| Top 3                        | 0       | 0       | 0       | 0       | 6       | 1       | 3       | 1       | 0       | 0       | 0       | 1       | 0       | 0       | 0       |         | 0       | 12     |
| Top 10                       | 0       | 2       | 0       | 0       | 7       | 2       | 6       | 2       | 1       | 0       | 1       | 3       | 0       | 0       | 0       |         | 0       | 24     |
| Punkte Ø pro Start           | 0.0     | 11.11   | 0.0     | 0.0     | 62.22   | 16.0    | 34.18   | 15.56   | 5.63    | 0.8     | 7.56    | 20.88   | 4.5     | 0.0     | 0.67    |         | 1.0     | 12.98  |
| Ausfälle                     | 3       | 4       | 8       | 3       | 2       | 6       | 3       | 6       | 5       | 8       | 5       | 4       | 3       | 5       | 4       |         | 3       | 72     |
| Punkte Slalom                | 0       | 100     | 0       | 0       | 560     | 144     | 376     | 140     | 45      | 8       | 68      | 167     | 18      | 0       | 4       |         | 5       | 1635   |
| Slalomweltcup                | –       | 23      | –       | –       | 2       | 17      | 5       | 15      | 32      | 55      | 29      | 16      | 43      | –       | 53      | –       | 49      |        |

M,W Ersatzrennen für Madonna di Campiglio 1997/98 | Ersatzrennen für Wengen 2006/07

P Ersatzrennen für Park City 2001/02

(x-x-x) Podiumsplatzierungen incl. Ersatzrennen

Kombinationsweltcup
|                       | 1997/98 | 1998/99 | 1999/00 | 2000/01 | 2001/02 | 2002/03 | 2003/04 | 2004/05 | 2005/06 | 2006/07 | 2007/08 | 2008/09 | 2009/10 | 2010/11 | 2011/12 | 2012/13 | 2013/14 | S / St |
| --------------------- | ------- | ------- | ------- | ------- | ------- | ------- | ------- | ------- | ------- | ------- | ------- | ------- | ------- | ------- | ------- | ------- | ------- | ------ |
| Kombination           |         |         |         |         |         |         |         |         |         |         |         |         |         |         |         |         |         |        |
| Beaver Creek          | –       | –       | –       | –       | –       | –       | –       | –       | –       | DNF     | 4       | –       | DNF     | –       | –       |         | –       | 0 / 3  |
| Val-d’Isère (1-0-1)   | –       | –       | –       | –       | –       | –       | –       | –       | 3       | –       | 1       | DNF     | 5       | –       | –       |         | –       | 1 / 4  |
| Chamonix (2-0-1)      | –       | –       | –       | –       | –       | –       | 1       | –       | 3       | –       | 1       | –       | –       | –       | DNF     |         | –       | 2 / 4  |
| Wengen (1-2-2)        | –       | –       | –       | –       | 2       | 2       | –       | DSQ     | DSQ     | DNF     | 3       | 32      | 1       | 6       | 3       |         | 9       | 1 / 11 |
| Kitzbühel (2-1-0)     | –       | –       | –       | –       | –       | 5       | 1       | –       | 2       | –       | 1       | DNF     | –       | DNF     | DNF     |         | DSQ     | 2 / 8  |
| Reiteralm             | –       | –       | –       | –       | –       | –       | –       | –       | –       | DNF     | –       | –       | –       | –       | –       |         | –       | 0 / 1  |
| Kvitfjell             | –       | –       | –       | –       | –       | –       | –       | –       | –       | 13      | –       | –       | –       | –       | –       |         | –       | 0 / 1  |
| Krasnaja Poljana      | –       | –       | –       | –       | –       | –       | –       | –       | –       | –       | –       | –       | –       | –       | DNF     |         | –       | 0 / 1  |
| Kombination Statistik |         |         |         |         |         |         |         |         |         |         |         |         |         |         |         |         |         |        |
|                       | 1997/98 | 1998/99 | 1999/00 | 2000/01 | 2001/02 | 2002/03 | 2003/04 | 2004/05 | 2005/06 | 2006/07 | 2007/08 | 2008/09 | 2009/10 | 2010/11 | 2011/12 | 2012/13 | 2013/14 | Gesamt |
| Rennen                | 2       | 2       | 2       | 1       | 2       | 2       | 2       | 1       | 4       | 4       | 5       | 4       | 4       | 4       | 4       |         | 2       | –      |
| Starts                | –       | –       | –       | –       | 1       | 2       | 2       | 1       | 4       | 4       | 5       | 3       | 3       | 2       | 4       |         | 2       | 33     |
| Siege                 | –       | –       | –       | –       | 0       | 0       | 2       | 0       | 0       | 0       | 3       | 0       | 1       | 0       | 0       |         | 0       | 6      |
| 2. Platz              | –       | –       | –       | –       | 1       | 1       | 0       | 0       | 1       | 0       | 0       | 0       | 0       | 0       | 0       |         | 0       | 3      |
| 3. Platz              | –       | –       | –       | –       | 0       | 0       | 0       | 0       | 2       | 0       | 1       | 0       | 0       | 0       | 1       |         | 0       | 4      |
| Top 3                 | –       | –       | –       | –       | 1       | 1       | 2       | 0       | 3       | 0       | 4       | 0       | 1       | 0       | 1       |         | 0       | 13     |
| Top 10                | –       | –       | –       | –       | 1       | 2       | 2       | 0       | 3       | 0       | 5       | 0       | 2       | 1       | 1       |         | 1       | 18     |
| Punkte Ø pro Start    | –       | –       | –       | –       | 80.0    | 62.5    | 100.0   | 0.0     | 50.0    | 5.0     | 82.0    | 0.0     | 48.33   | 20.0    | 15.0    |         | 14.5    | 39.67  |
| Ausfälle              | –       | –       | –       | –       | 0       | 0       | 0       | 1       | 1       | 3       | 0       | 2       | 1       | 1       | 3       |         | 1       | 13     |
| Punkte Kombination    | –       | –       | –       | –       | 80      | 125     | 200     | 0       | 200     | 20      | 410     | 0       | 145     | 40      | 60      |         | 29      | 1309   |
| Kombinationsweltcup   | –       | –       | –       | –       | 4       | 1       | 1       | –       | 2       | 28      | 1       | –       | 5       | 22      | 16      | –       | 16      |        |

Parallelrennen
|                          | 1997/98 | 1998/99 | 1999/00 | 2000/01 | 2001/02 | 2002/03 | 2003/04 | 2004/05 | 2005/06 | 2006/07 | 2007/08 | 2008/09 | 2009/10 | 2010/11 | 2011/12 | 2012/13 | 2013/14 | S / St |
| ------------------------ | ------- | ------- | ------- | ------- | ------- | ------- | ------- | ------- | ------- | ------- | ------- | ------- | ------- | ------- | ------- | ------- | ------- | ------ |
| City Event               |         |         |         |         |         |         |         |         |         |         |         |         |         |         |         |         |         |        |
| München (0-0-1)          | –       | –       | –       | –       | –       | –       | –       | –       | –       | –       | –       | –       | –       | 3       | –       |         | –       | 0 / 1  |
| Parallelrennen Statistik |         |         |         |         |         |         |         |         |         |         |         |         |         |         |         |         |         |        |
|                          | 1997/98 | 1998/99 | 1999/00 | 2000/01 | 2001/02 | 2002/03 | 2003/04 | 2004/05 | 2005/06 | 2006/07 | 2007/08 | 2008/09 | 2009/10 | 2010/11 | 2011/12 | 2012/13 | 2013/14 | Gesamt |
| Rennen                   | 1       | –       | –       | –       | –       | –       | –       | –       | –       | –       | –       | –       | –       | 1       | 1       |         | –       | –      |
| Starts                   | –       | –       | –       | –       | –       | –       | –       | –       | –       | –       | –       | –       | –       | 1       | –       |         | –       | 1      |
| Siege                    | –       | –       | –       | –       | –       | –       | –       | –       | –       | –       | –       | –       | –       | 0       | –       |         | –       | 0      |
| 2. Platz                 | –       | –       | –       | –       | –       | –       | –       | –       | –       | –       | –       | –       | –       | 0       | –       |         | –       | 0      |
| 3. Platz                 | –       | –       | –       | –       | –       | –       | –       | –       | –       | –       | –       | –       | –       | 1       | –       |         | –       | 1      |
| Top 3                    | –       | –       | –       | –       | –       | –       | –       | –       | –       | –       | –       | –       | –       | 1       | –       |         | –       | 1      |
| Top 10                   | –       | –       | –       | –       | –       | –       | –       | –       | –       | –       | –       | –       | –       | 1       | –       |         | –       | 1      |
| Punkte Ø pro Start       | –       | –       | –       | –       | –       | –       | –       | –       | –       | –       | –       | –       | –       | 60.0    | –       |         | –       | 60.0   |
| Punkte Parallelrennen    | –       | –       | –       | –       | –       | –       | –       | –       | –       | –       | –       | –       | –       | 60      | –       |         | –       | 60     |

### Mannschaftswettbewerbe

#### Weltmeisterschaften und Weltcup
|                               | 1997/98 | 1998/99 | 1999/00 | 2000/01 | 2001/02 | 2002/03 | 2003/04 | 2004/05 | 2005/06 | 2006/07 | 2007/08 | 2008/09 | 2009/10 | 2010/11 | 2011/12 | 2012/13 | 2013/14 | S / St |
| ----------------------------- | ------- | ------- | ------- | ------- | ------- | ------- | ------- | ------- | ------- | ------- | ------- | ------- | ------- | ------- | ------- | ------- | ------- | ------ |
| Alpine Skiweltmeisterschaften |         |         |         |         |         |         |         |         |         |         |         |         |         |         |         |         |         |        |
| Mannschaft                    |         | –       |         | –       |         | –       |         | 4       |         | –       |         | –       |         | 5       |         |         |         | 0 / 2  |
| Weltcup                       |         |         |         |         |         |         |         |         |         |         |         |         |         |         |         |         |         |        |
| Mannschaft                    | –       | –       | –       | –       | –       | –       | –       | –       | –       | 6       | –       | –       | –       | –       | –       |         | –       | 0 / 1  |
| Mannschaft Statistik          |         |         |         |         |         |         |         |         |         |         |         |         |         |         |         |         |         |        |
|                               | 1997/98 | 1998/99 | 1999/00 | 2000/01 | 2001/02 | 2002/03 | 2003/04 | 2004/05 | 2005/06 | 2006/07 | 2007/08 | 2008/09 | 2009/10 | 2010/11 | 2011/12 | 2012/13 | 2013/14 | Gesamt |
| Starts                        | –       | –       | –       | –       | –       | –       | –       | 1       | –       | 1       | –       | –       | –       | 1       | –       |         | –       | 3      |
| Siege                         | –       | –       | –       | –       | –       | –       | –       | 0       | –       | 0       | –       | –       | –       | 0       | –       |         | –       | 0      |
| 2. Platz                      | –       | –       | –       | –       | –       | –       | –       | 0       | –       | 0       | –       | –       | –       | 0       | –       |         | –       | 0      |
| 3. Platz                      | –       | –       | –       | –       | –       | –       | –       | 0       | –       | 0       | –       | –       | –       | 0       | –       |         | –       | 0      |
| Top 3                         | –       | –       | –       | –       | –       | –       | –       | 0       | –       | 0       | –       | –       | –       | 0       | –       |         | –       | 0      |
| Top 10                        | –       | –       | –       | –       | –       | –       | –       | 1       | –       | 1       | –       | –       | –       | 1       | –       |         | –       | 3      |

## Auszeichnungen
- 2005: Skieur d’Or
- 2018: Aufnahme in die U.S. Ski and Snowboard Hall of Fame
- 2025: Aufnahme in die U.S. Olympic and Paralympic Hall of Fame

## Videospiele
- Bode Miller Alpine Skiing (2006, PS2, PC)
- Ski Alpine Racing 2007 - Bode Miller vs. Hermann Maier (PS2, PC)

## Anmerkung
1. ↑  Kombination und Super-Kombination werden in der Regel zu einer Disziplin zusammengefasst, da sie sich nur geringfügig im Austragungsmodus unterscheiden.